# Cattedrale di Sant'Agata
Il Duomo di Sant’Agata, pure noto come Basilica Cattedrale metropolitana di Sant'Agata, è il principale luogo di culto cattolico di Catania, chiesa madre dell'omonima arcidiocesi metropolitana e sede dell'omonima parrocchia.
La cattedrale è dedicata alla vergine e martire Sant'Agata, patrona della città di Catania, ed è situata nel centro storico della città, nel lato sud-est di piazza del Duomo, nello stesso quartiere ("Duomo di Catania" o "Terme Achilliane-Piano di San Filippo"). La cattedrale conserva stili differenti: dal Normanno, al Barocco, fino al Neoclassicismo. Nelle sue linee originarie, costituiva un esempio di "ecclesia munita", ovvero "chiesa-fortezza".
Nel luglio del 1926 venne elevata alla dignità di basilica minore da papa Pio XI.

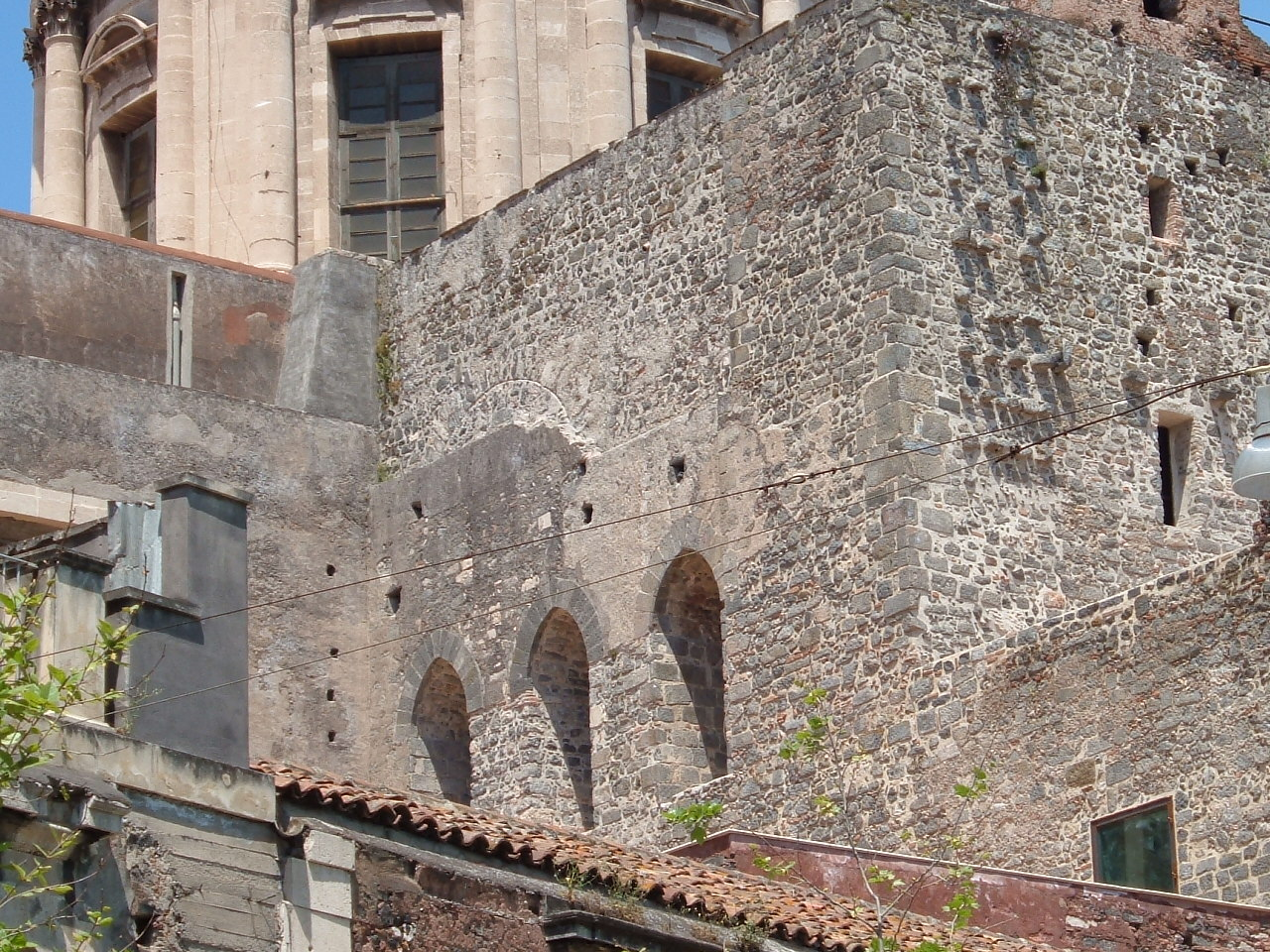
Particolare del lato meridionale dell'originale transetto del duomo (XI secolo).

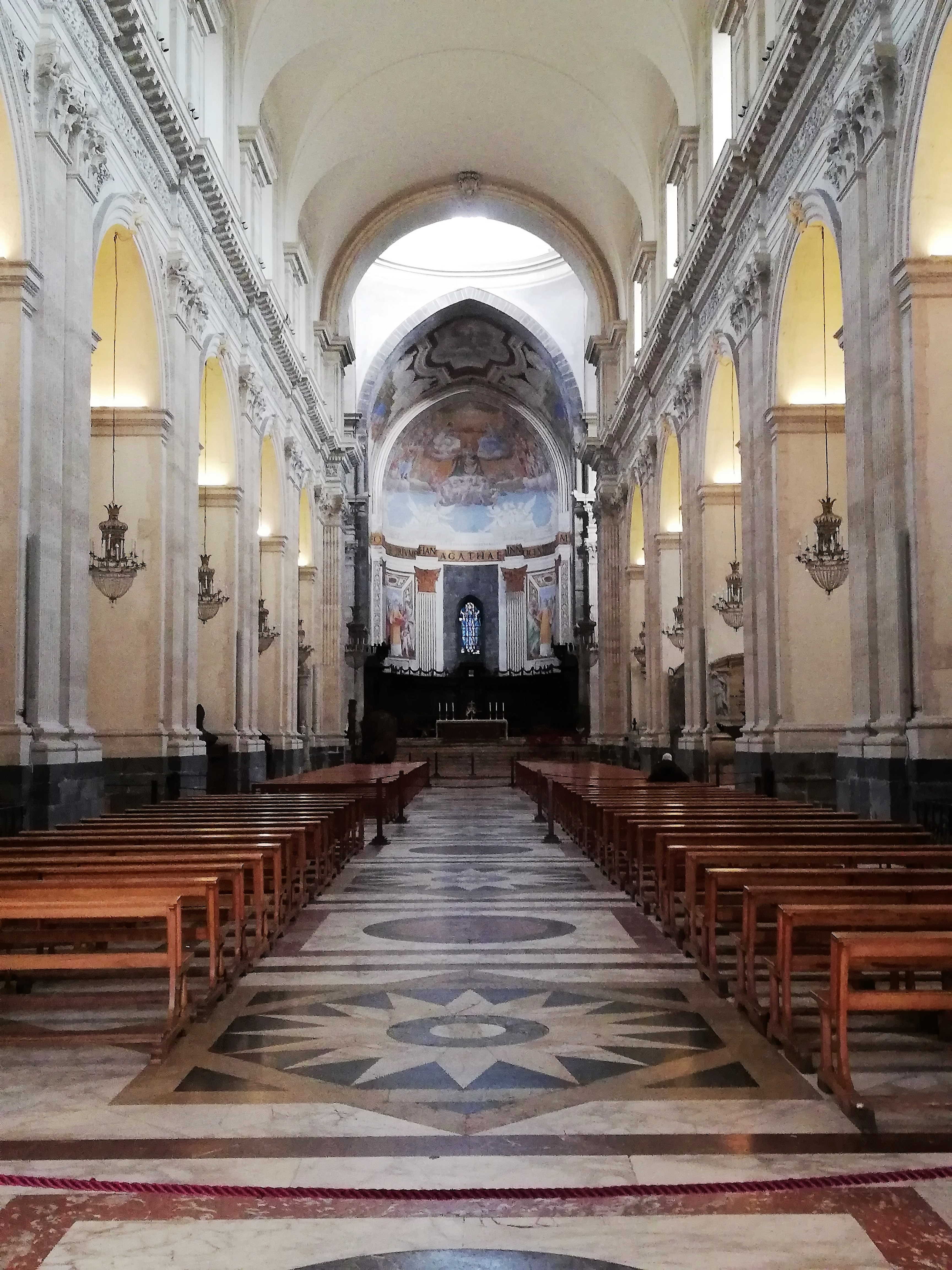
Navata.

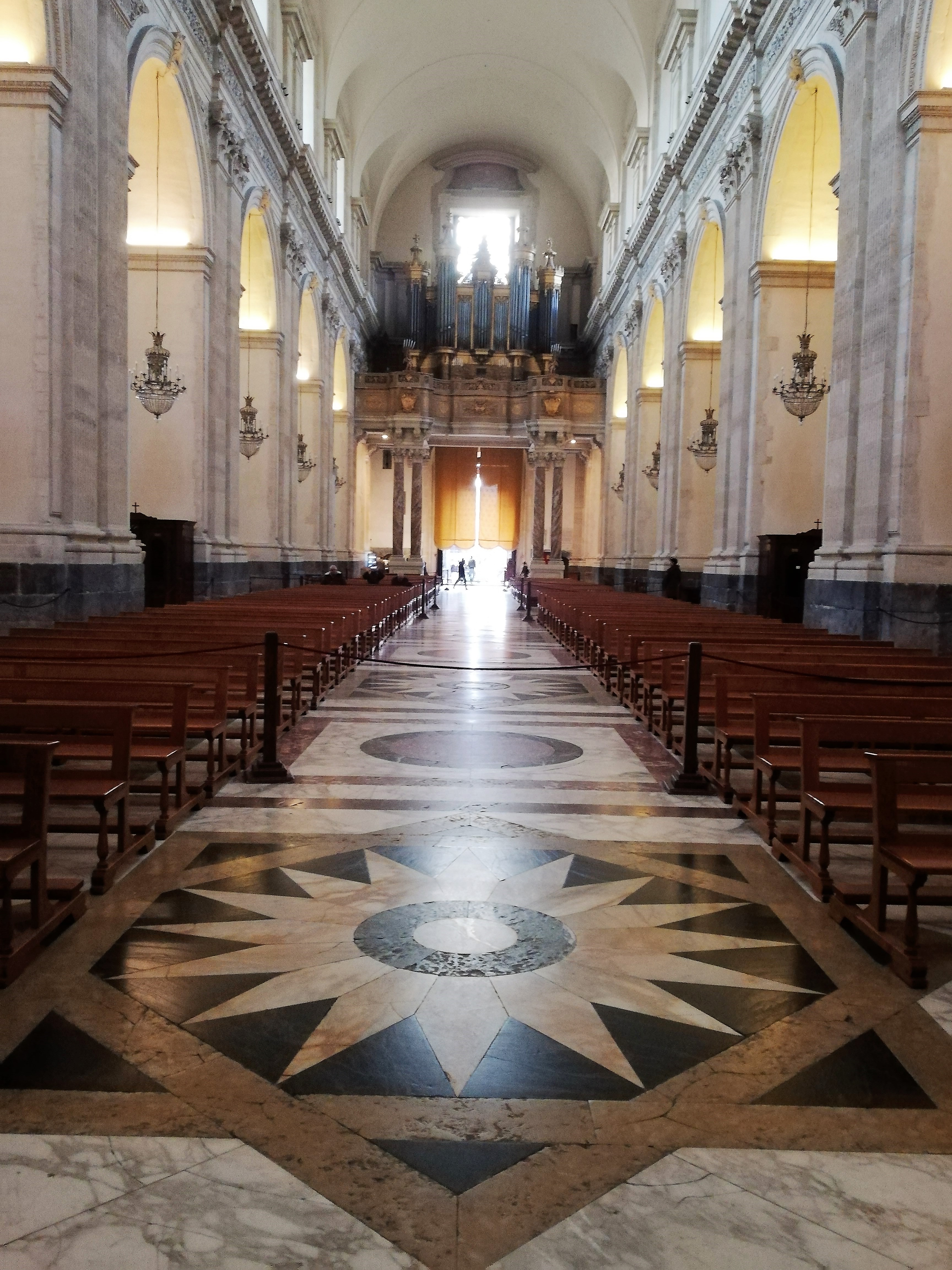
Controfacciata.

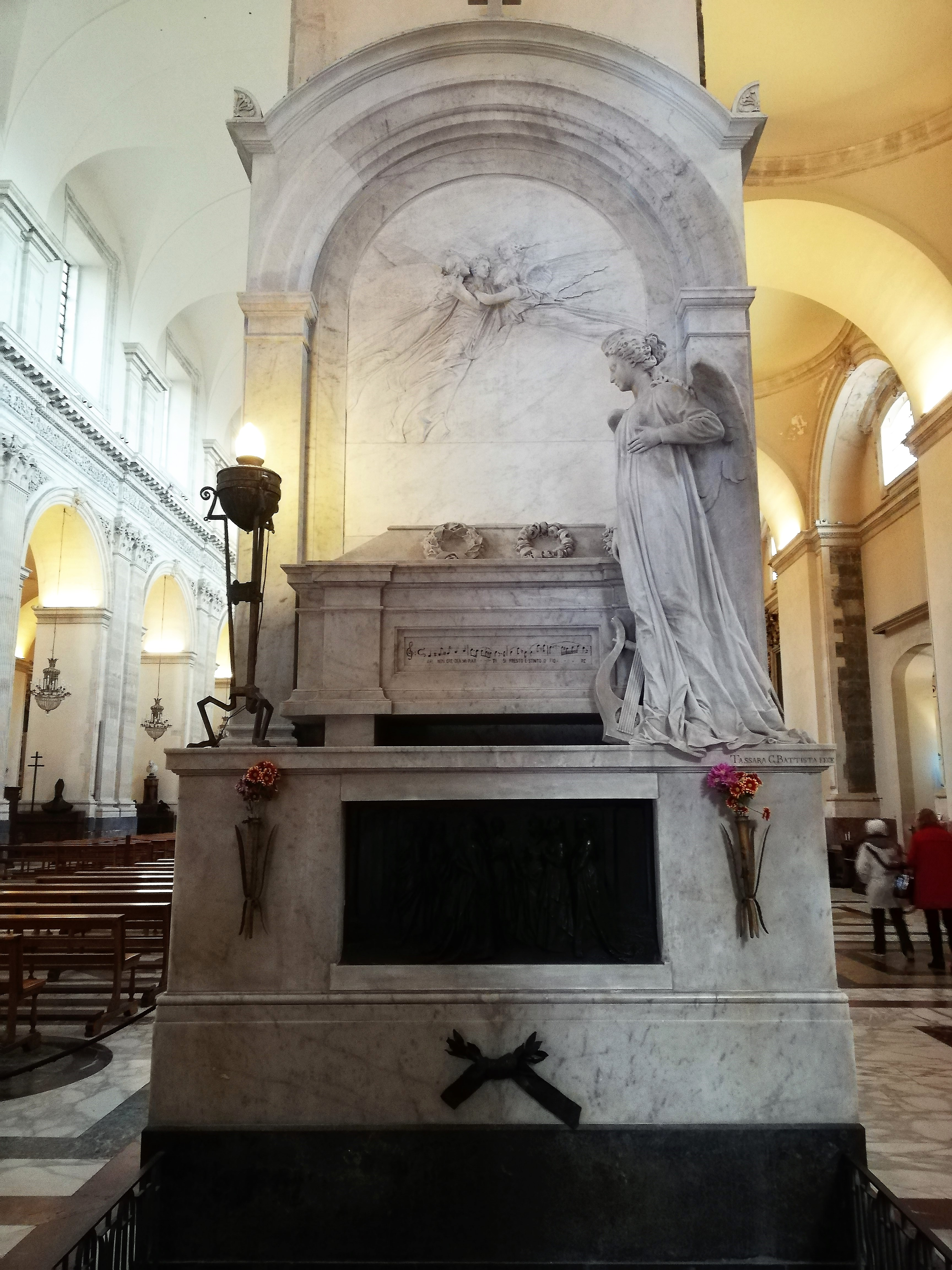
Monumento funebre di Vincenzo Bellini.

## Storia
Primitiva cattedrale adiacente alle carceri fu la chiesa di Sant'Agata la Vetere ove Papa Vigilio aveva tenuto ordinazioni sacerdotali.
- 1040, Giorgio Maniace generale inviato dall'imperatore bizantino Michele IV il Paflagone per la riconquista della Sicilia, che dal 945 era costituita nell'Emirato di Sicilia, sottrae alla città le reliquie di Sant'Agata gelosamente ospitate nel primitivo tempio. Le reliquie furono custodite nella basilica cattedrale di Santa Sofia e per ben ottantasei anni rimasero a Costantinopoli.[7]

### Epoca dall'XI al XII secolo
La chiesa è stata più volte distrutta e riedificata dopo i terremoti che si sono susseguiti nel tempo. La prima edificazione risale al periodo 1086 - 1094 e fu realizzata sulle rovine delle Terme Achilliane risalenti all'epoca romana. Su iniziativa del conte Ruggero giunse dalla Calabria l'abate Angerio dal monastero dell'Ordine benedettino di Sant'Eufemia, il quale fu nominato vescovo della ricostituita diocesi della città proprio dal sovrano normanno, sotto la sua direzione l'edificio acquisì tutte le caratteristiche di ecclesia munita (cioè fortificata). Contestualmente accanto al prospetto meridionale fu edificato il monastero dell'Ordine benedettino per sé e per i canonici. L'interno presentava superbe colonne di granito. I capitelli, i fregi e gli ornamenti di svariata fattura indicavano la diversa provenienza e il riutilizzo di parti di templi pagani e rovine romane.
Il canonico, storico e archeologo Tommaso Fazello tramanda la memoria di un'iscrizione in latino su tavola di marmo collocata sulla porta rivolta a settentrione, il testo recitava:
Con diploma datato 1091, approvato da Papa Urbano II, Ruggero I di Sicilia donò i territori del comprensorio Acese, di Paternò, Adernò, Sant'Anastasia, Centorbi, Castrogiovanni, Girgenti, fino ai confini della neocostituita diocesi di Troina. Nel 1092 un secondo diploma integrava il primo includendo l'intera area dell'Etna, le coste di pertinenza, per la contropartita simbolica, da corrispondere limitatamente alle visite del Conte, di un pane e una misura di vino.
Nel 1092 la cattedrale fu dotata delle rendite della chiesa di Santa Maria della Valle di Josaphat di Paternò, nel 1093 dei proventi del casale di Ximet, della chiesa di San Giovanni di Fiumefreddo nel 1111, dei fondi donati da Goffredo d'Altavilla, signore di Ragusa, rendite che consentirono il finanziamento del monastero benedettino.
Nel 1094 Angerio da Sant'Eufemia, vescovo abate designato dal Conte, inaugura e consacra il tempio.
Con le concessioni di Ruggero I nel 1124 aumentano i privilegi alla chiesa e al vescovado catanese guidato dal vescovo Maurizio, riconoscimenti che includono l'esercizio del potere temporale sui territori dell'antica e soppressa diocesi di Lentini e sul feudo di Mascali (che diventerà poi contea). Il 17 agosto 1126 per opera del francese Gilberto e del calabrese Gosalino, le sacre spoglie sono avventurosamente riportate a Messina, per riapprodare ad Acicastello e traslate nel nuovo tempio.
Il 4 febbraio 1169, il terremoto catastrofico noto come terremoto di Sant'Agata, ne fece crollare completamente il soffitto, uccidendo gran parte dei cittadini riuniti in cattedrale per le festività agatine. Nell'infausto evento perì lo stesso arcivescovo, Giovanni d'Aiello, che presiedeva le celebrazioni.
Nel 1194 sotto il regno di Enrico VI un incendio di vaste proporzioni arrecò notevoli danni.

### Epoca dal XIII al XV secolo
Le concessioni e i privilegi normanni sono riconosciuti e confermati da Enrico VI, Federico II, Corrado IV e Manfredi. Fece eccezione l'esercizio della giurisdizione criminale, prerogativa usurpata dall'imperatore e suoi discendenti, mentre il vescovo Gentile Orsini, per il tramite del legato pontificio, ne rivendicarono la potestà a Carlo d'Angiò.
Sono perfezionati: il cimitero dei monaci ubicato ad oriente; il monastero a meridione sede dei canonici dell'Ordine benedettino poi trasformato in battistero, seminario dei Chierici e palazzo vescovile.
Nel 1209 in occasione del matrimonio di Federico II di Svevia con Costanza d'Aragona, una mortale epidemia costrinse la corte palermitana a soggiornare a Catania. Il sovrano per ricambiare la generosità per le grandi manifestazioni di giubilo donò alla cattedrale la chiesa di Santa Maria Lo Plano di Aidone.

### Epoca dal XV al XVII secolo
Nel XVI secolo nell'aula e i vari ambienti del tempio sono documentati innumerevoli altarini. Nel 1420 la famiglia Gravina è titolare e detiene il patronato dell'ambiente situato sul lato destro del coro. Nel 1628 tutte le are de requiem private furono rimosse per iniziativa del vescovo Innocenzo Massimo.
Nel 1693 il sisma che colpì il Val di Noto la distrusse quasi completamente lasciando in piedi solo la parte absidale e la facciata a seguito del crollo della torre campanaria.
I resti normanni consistono nel corpo dell'alto transetto, due torrioni mozzi coevi al primitivo impianto e le tre absidi semicircolari, le quali, visibili dal cortile dell'arcivescovado, sono composte da grossi blocchi di pietra lavica, gran parte dei quali è stata recuperata da un edificio di epoca romana porzioni di muro d'ambito e il muro di prospetto sono stati inglobati dalla ricostruzione settecentesca.
|   | Monumento adiacente                        |  | Sx          | Dx            |  | Sx          | Dx            |  | Centro |  | Angolo Via Etnea |
| - | ------------------------------------------ |  | ----------- | ------------- |  | ----------- | ------------- |  | ------ |  | ---------------- |
| N | Badia di Sant'Agata, Via Vittorio Emanuele |  |             |               |  |             |               |  |        |  |                  |
|   |                                            |  | San Leo III | Sant'Atanasio |  | Santa Lucia | Santa Rosalia |  | Fede   |  | Beato Bernardo   |

### Epoca dal XVIII al XIX scolo
Il vescovo Andrea Riggio nella fase di ricostruzione favorì la sostituzione delle colonne con poderosi doppi pilastri. Pietro Galletti promosse la definizione del prospetto. Nel 1734 fece rimuovere il primitivo portale che fu collocato temporaneamente nella Loggia Senatoria, nel 1750 il manufatto fu definitivamente trasferito e rimodulato nel prospetto della chiesa di Sant'Agata al Carcere. Salvatore Ventimiglia dispose il perfezionamento della facciata con la collocazione di alcune statue.
L'edificio attuale è opera dell'architetto Girolamo Palazzotto, il quale si occupò principalmente dell'interno, mentre Giovanni Battista Vaccarini disegnò e seguì i lavori della facciata con interventi e modifiche protrattisi dal 1734 al 1761; lo stesso architetto fece anche un progetto per la cupola, mai realizzato.
I lavori per la costruzione dell'edificio si protrassero per tutto il XVIII secolo e continuarono anche dopo la riapertura al culto della cattedrale. Durante i lavori di restauri dal 1795 al 1804 la chiesa di San Francesco Borgia ricoprì le funzioni di cattedrale.

### Epoca contemporanea
Solo nel 1857 fu completato il campanile ed è pure del XIX secolo l'allestimento attuale del sagrato.

## Esterno

### Facciata

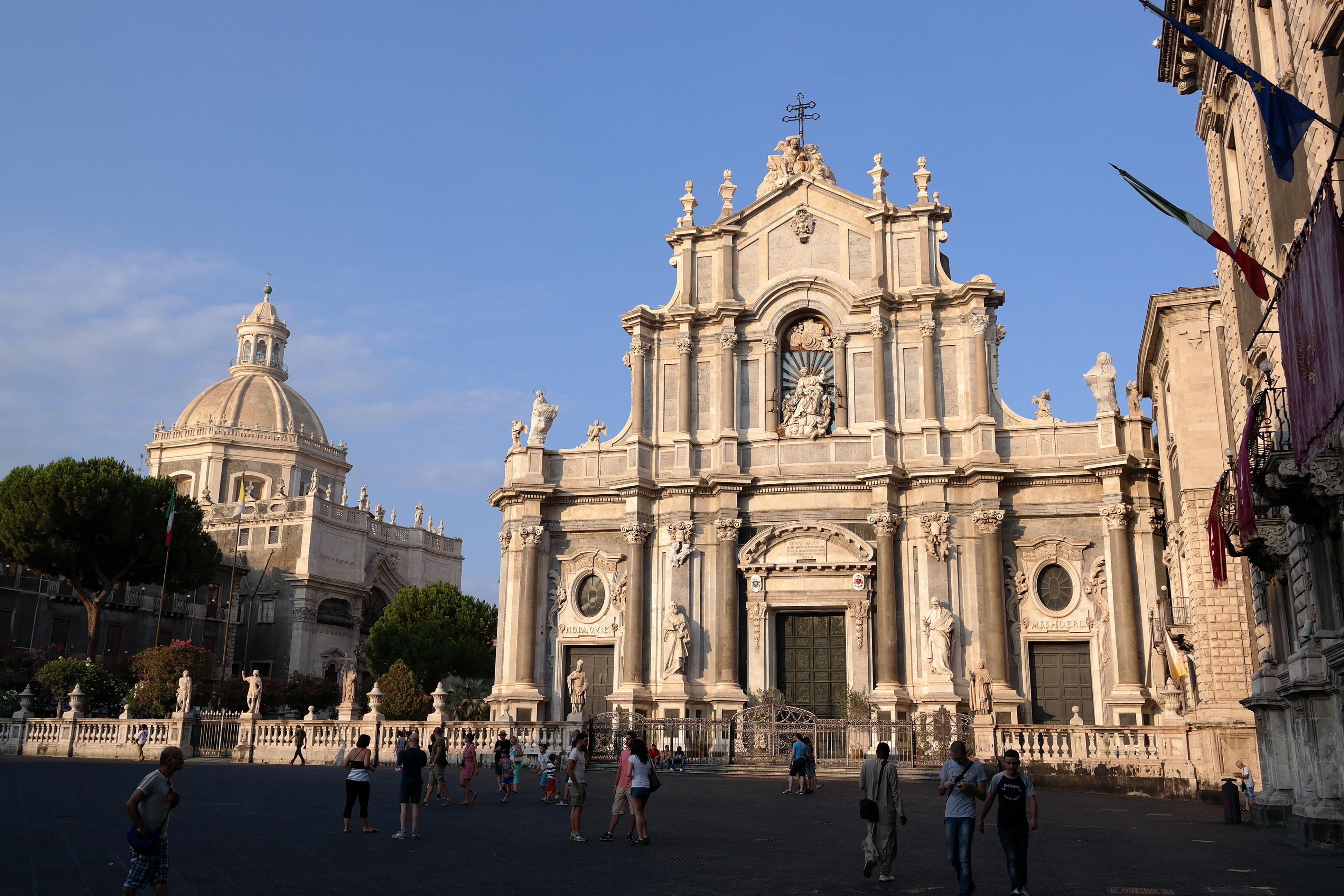
La facciata.

Si accede al sagrato attraverso una breve scalinata in marmo che culmina in una cancellata in ferro battuto ornata con 10 santi in bronzo. Il sagrato è diviso dalla piazza del Duomo da una balaustra in pietra bianca ornata con cinque grandi statue di santi in marmo di Carrara.
L'esterno della cattedrale è caratterizzato dalla facciata, la quale presenta evidenti analogie con la coeva facciata di Biagio Amico per Sant'Anna la misericordia a Palermo, come se la Sicilia volesse esprimere un suo modello derivato da Roma ma generato dalle direttive della Chiesa di Sicilia, a est come a ovest.
Il prospetto è a tre ordini compositi in stile corinzio, e attico completamente in marmo di Carrara. Il primo ordine è costituito da sei colonne di granito di fattura antica provenienti forse dal Teatro romano, sormontate dallo stemma della nobile famiglia Galletti cui apparteneva il vescovo Pietro Galletti. Il secondo ordine ha anch'esso sei colonne meno grandi e due piccole poste ai lati dell'ampio finestrone centrale. Tutti gli ordini sono adornati con statue marmoree di sant'Agata al centro sulla porta centrale, sant'Euplio a destra e san Berillo a sinistra. Le due grandi finestre ovali ai lati sono accompagnate dai due acronimi riferiti alle frasi legate al culto della Santa: MSSHDEPL e NOPAQVIE.
Il portone principale in legno è costituito da trentadue formelle, finemente scolpite, illustranti partendo dall'alto a sinistra: nel primo registro sono i tre armoriali del vescovo Ansgerio, di papa Urbano II e di Ruggero I di Sicilia con relative didascalie in quanto i tre protagonisti della fondazione della cattedrale, mentre chiude la serie la riproduzione di un rapace in volo oltre le nubi in tempesta con la didascalia aera imbes quae transcreditur; nel secondo registro sono rappresentati gli armoriali dei corrispettivi protagonisti della ricostruzione della cattedrale (rispettivamente vescovo, papa e sovrano), ossia Pietro Galletti, Papa Clemente XII e Carlo III di Spagna con relative didascalie, chiude la serie lo stemma di Catania con la didascalia dei motti civici; il terzo registro rappresenta quattro attributi della diocesi e rispettive didascalie, ossia un volatile nel nido mentre lede il proprio petto per sfamare i propri pulcini (simile all'icona cristiana del pellicano; il motto è charitas omnia suffert), un uomo barbuto schiacciato da un vulcano alle cui spalle si erge la croce della Risurrezione a cui l'uomo è incatenato per la caviglia (la posa della figura ricorda iconograficamente Atlante, ma si rifà al mito di Tifeo; il motto è subiacet imperio), un albero battuto dai venti (due paffuti volti soffianti) da cui cadono diverse foglie (il motto è solum sicca convellunt) e infine un volatile al rogo in una pira il cui motto è spes sancta crociata nescit; l'ultimo registro rappresenta gli attributi della patrona di Sant'Agata e sono un altare su sono posati una spada delle tenaglie e una corda schiacciate da un piatto su cui sono i seni della santa (il motto è urbis praesidium et munimen), una fornace da cui fuoriescono vampate di fuoco e sovrastata dai seni coronati e dal cuore in fiamme (il motto è inestinguibilis amor), un messale aperto con la dicitura noli offendere Patriam Agathae quia ultrix iniuriarum est che sovrasta i simboli imperiali (corona e scettro) capovolti (il motto è impietas pietate refellitur), chiude infine un arcobaleno che sovrasta una tavola con le ali spiegate su cui è l'acronimo M.S.S./H.D./et/P.L. (chiaramente indicante la tavola angelica della tradizione; il motto è foedus eternum). Ai lati della porta centrale, su due alti supporti, sono poste le statue in marmo di san Pietro e san Paolo.
|   | Monumento adiacente                             |  | Sx        | Dx          |  | Sx                     | Dx          |  | Portale sx | Portale dx |
| - | ----------------------------------------------- |  | --------- | ----------- |  | ---------------------- | ----------- |  | ---------- | ---------- |
| W | Piazza duomo, Via Etnea - Fontana dell'Elefante |  |           |             |  |                        |             |  |            |            |
|   |                                                 |  | San Sesto | Sant'Attalo |  | San Giacomo Confessore | Sant'Everio |  | San Pietro | San Paolo  |

### Campanile
Un tozzo campanile è documentato in epoca normanna. Una prima costruzione promossa dal vescovo Simone del Pozzo nel 1338, fungeva da torre di guardia. Posta alla sinistra del prospetto, arretrata di circa 7 metri rispetto alla facciata,  era alta oltre 70 metri.
La torre a base quadrata misurava circa 15 metri di lato. La sua storia è molto accidentata in quanto subirà diversi crolli e quindi molte riedificazioni. Nel 1662 fu ulteriormente innalzata per l'inserimento di un orologio e fu portata alla vertiginosa altezza di circa 100 metri. Ma l'11 gennaio del 1693, a causa del forte terremoto che investì la città, crollò, travolgendo anche la chiesa: sotto le sue macerie morirono oltre 7.000 fedeli raccolti in preghiera. Fu riedificata assieme alla chiesa dopo il terremoto del 1693, con alla sommità la campana maggiore fusa nel 1619 del diametro di 1.80, caduta dalla torre nel corso del terremoto ma rimasta integra, unitamente alla campana del popolo del 1505.
La cupola, posta sulla crociera, risale al 1802 su progetto di Carmelo Battaglia su commissione del vescovo Corrado Maria Deodato Moncada, è munita di colonne e ampi finestroni che illuminano l'interno. Tra il 1867 e il 1869 l'architetto Carmelo Sciuto Patti realizzò l'attuale campanile e la lanterna della cupola.

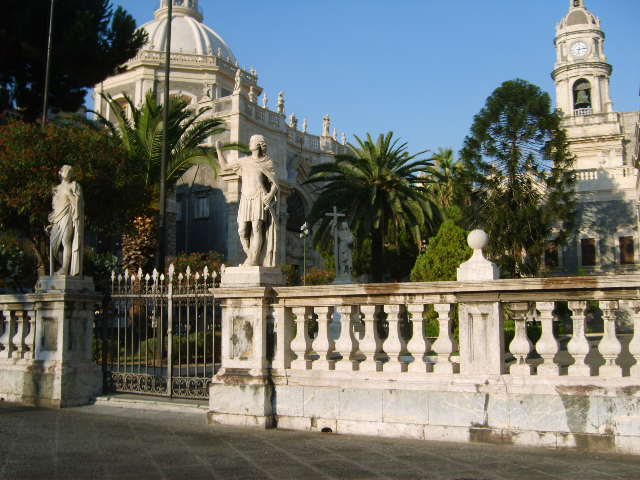
La balaustra che chiude il sagrato e, a destra, il campanile.
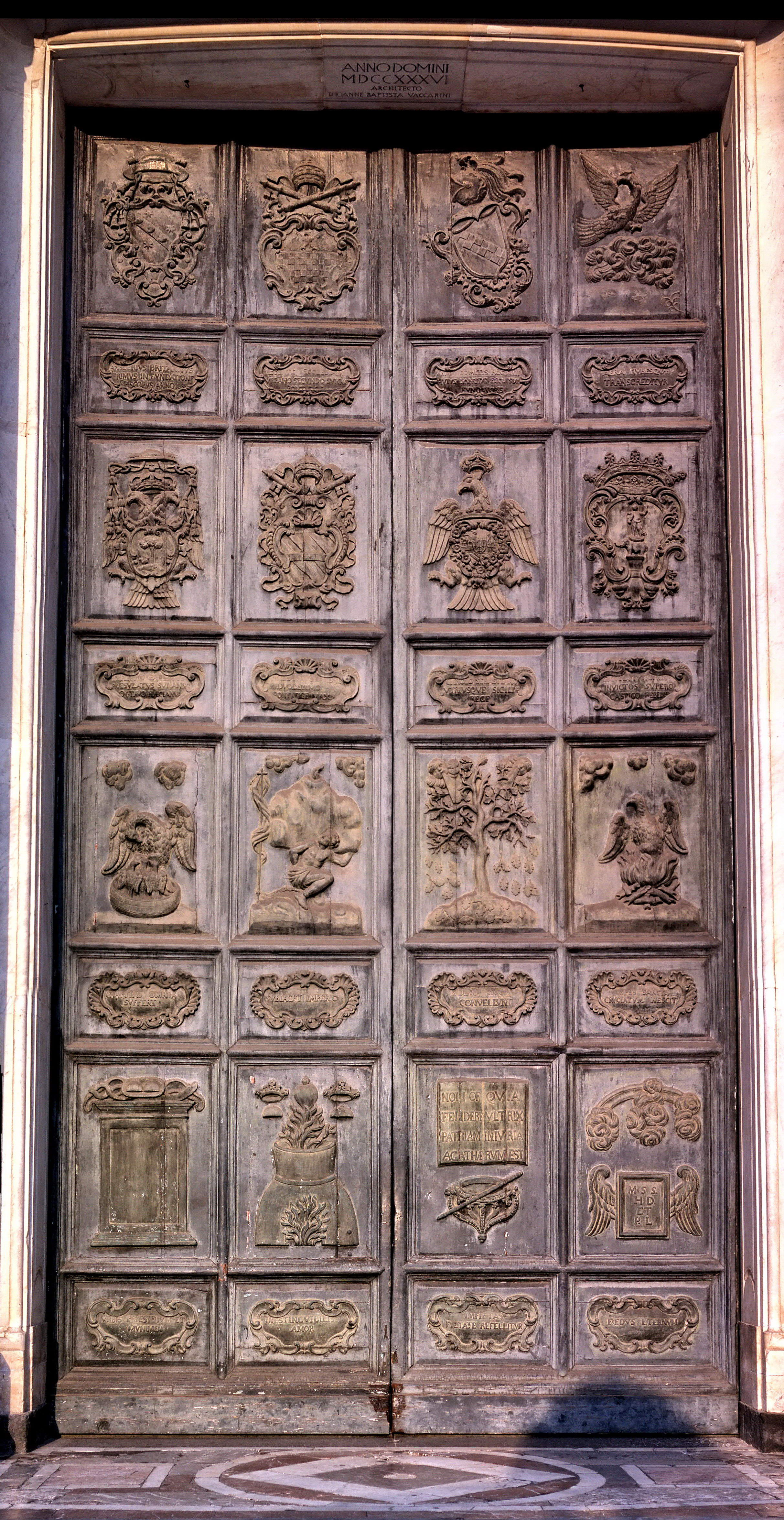
Portale ligneo della cattedrale, databile al 1736.
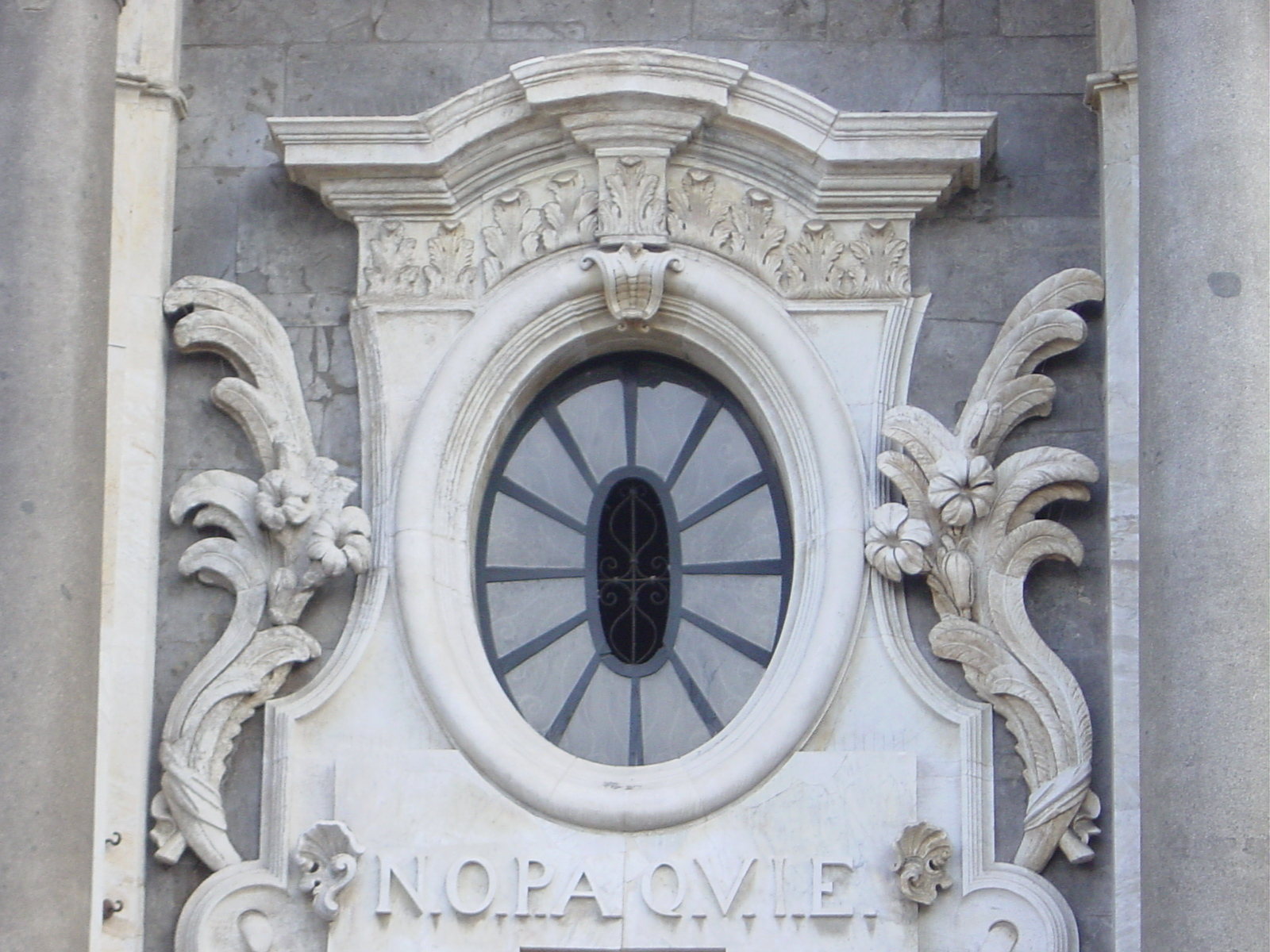
Finestra con il motto NOPAQVIE.
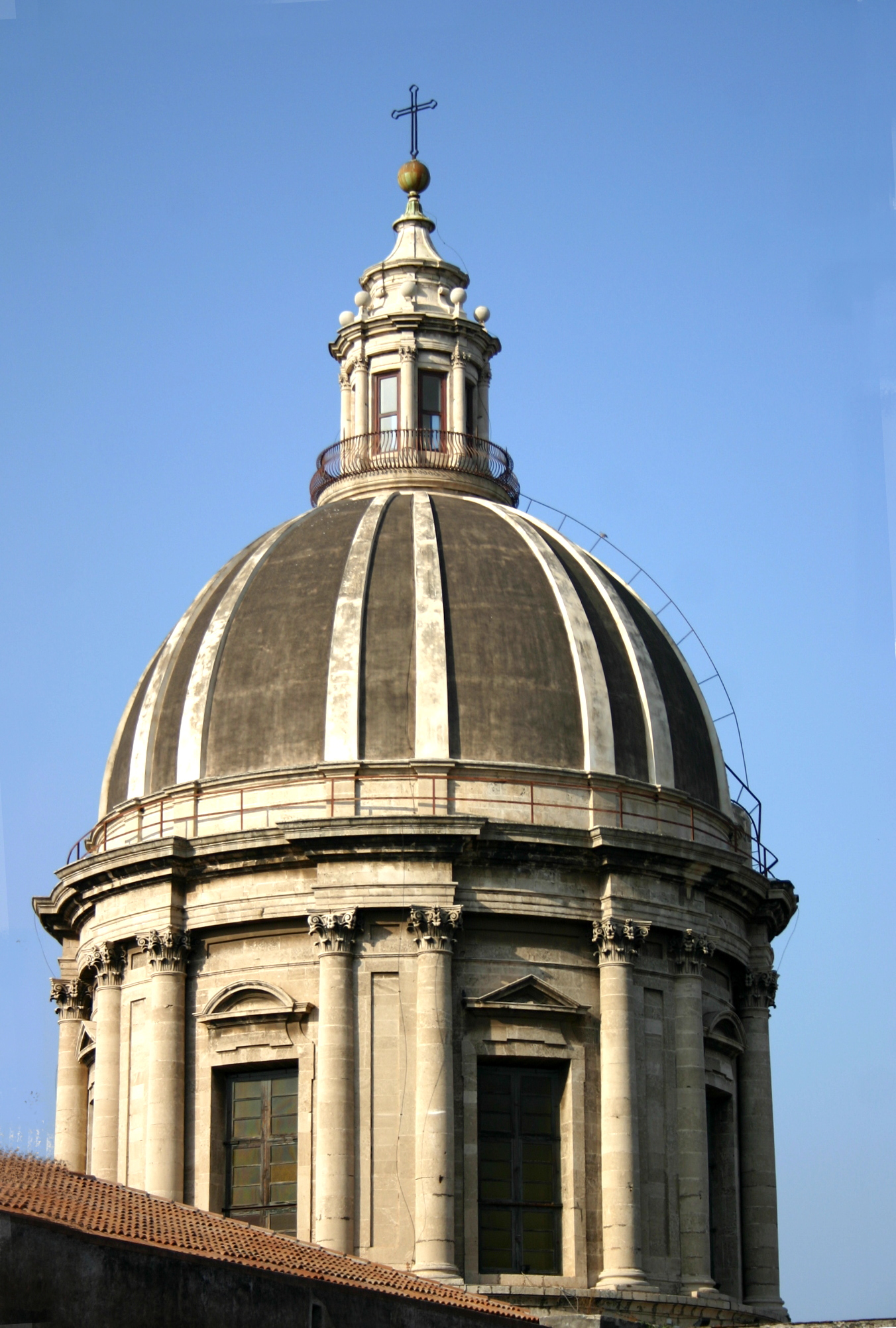
La cupola.
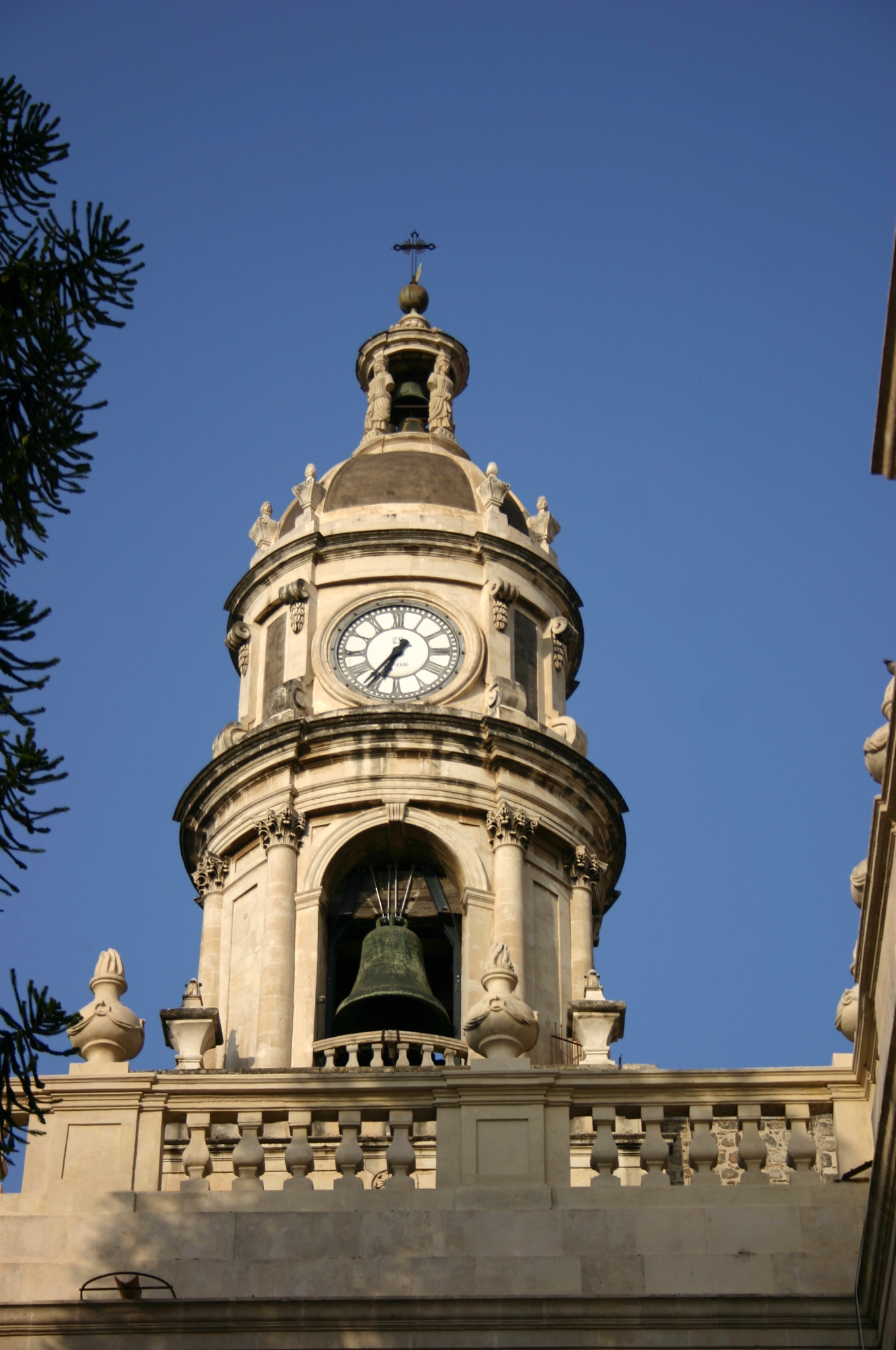
La parte superiore del campanile.
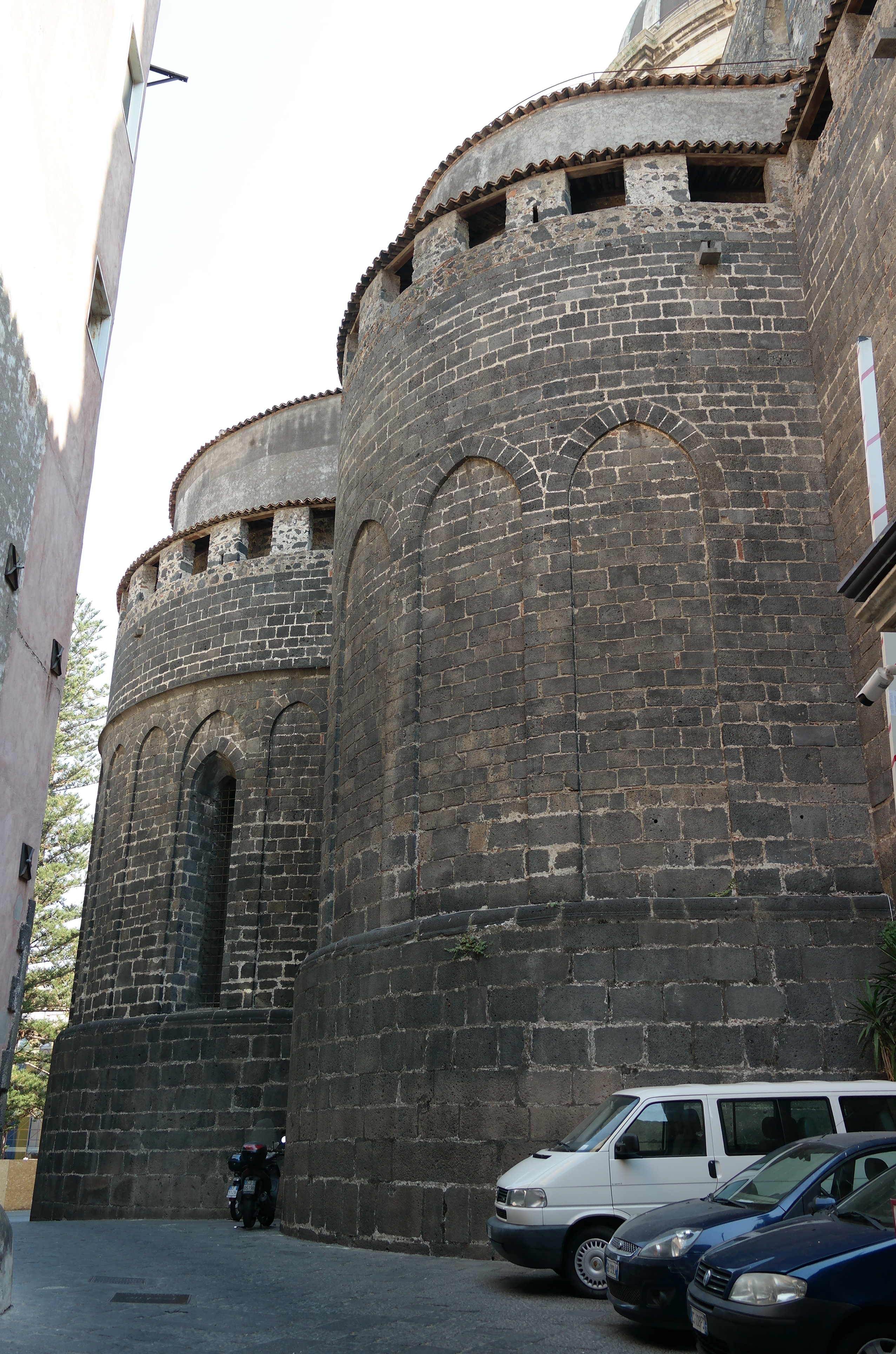
Esterno delle absidi dell'XI secolo.

## Interno

### Navata destra
Le sopraelevazioni degli altari presenti in entrambe le navate, sono costituite da opere pittoriche caratterizzate da monumentali cornici in stile barocco di legno scolpito e dorato. La ricostruzione post terremoto del Val di Noto del 1693 determina l'uniformità degli stili e delle forme pur mantenendo un elevato carattere di magnificenza e opulenza. Pochi dipinti tra i capolavori esposti, hanno superato indenni il disastroso evento sismico, gran parte del patrimonio artistico attuale, in particolare il ciclo fiammingo, è dovuto al mecenatismo attuato da illuminati prelati.
- Prima campata: Fonte battesimale. Fusto con vasca ottagonale in marmo rosso coperto da cupolino ligneo sormontato dall'Agnus Dei, sulla parete l'affresco raffigurante San Giovanni Battista e il Battesimo di Gesù nel fiume Giordano, opera di Giovanni Tuccari del 1728. L'ambiente ricavato in una nicchia dal pavimento rialzato è delimitato da una artistica cancellata.
- Seconda campata: Altare dedicato a Santa Febronia, dipinto Martirio di Santa Febronia, opera di Guglielmo Borremans del 1730 commissionata da Pietro Galletti in omaggio alla Patrona di Patti, cittadina precedente sede dell'apostolato del vescovo. Tutte le opere del pittore fiammingo sono realizzate durante il soggiorno catanese dell'artista nel 1730 per l'abbellimento del tempio nuovamente ricostruito. Di fronte all'altare, addossata ad uno dei dodici pilastri che separano la navata da quella centrale, è collocato il monumento funebre del musicista catanese Vincenzo Bellini la cui salma fu traslata il 23 ottobre 1876 dal cimitero parigino di Père-Lachaise. Le sculture realizzate in marmo di Carrara e bronzo sono opera di Giovanni Battista Tassara, la targa reca inciso l'incipit dell'aria de La sonnambula:[39]

(Felice Romani)
- Terza campata: Altare dedicato a Santa Rosalia, dipinto Gloria di Santa Rosalia di Guglielmo Borremans del 1730, opera commissionata da Pietro Galletti in omaggio alla Patrona di Palermo.
- Quarta campata: Cappella altare dedicato al Sacro Cuore di Gesù, statua Sacro Cuore di Gesù.
- Quinta campata: Altare dedicato a Sant'Antonio di Padova, dipinto Sant'Antonio di Padova opera di Guglielmo Borremans del 1730. Addossato al pilastro il monumento sepolcrale del vescovo Emilio Ferrais † 1930, opera dello scultore Pietro Pappalardo.
- Sesta campata: Altare dedicato alla Sacra Famiglia, dipinto Sacra Famiglia opera di Pietro Abbadessa.[10] Dirimpetto a questo altare, addossato al pilastro, è collocato il monumento funebre di Domenico Orlando morto nel 1839.
- Settima campata: Altare dedicato a Santa Maria, dipinto Maria Corredentrice opera di Emanuele Di Giovanni del 1961. Sotto la mensa riposa Giuseppe Benedetto Dusmet. Addossato al pilastro il cenotafio del Cardinale, monumento funebre fino alla beatificazione, opera di Filadelfo Fichera.

### Navata sinistra
- Prima campata: Altare dedicato a San Giorgio, dipinto San Giorgio e il drago opera di Girolamo La Manna del 1624.
- Seconda campata: Altare dedicato a san Francesco da Paola, dipinto San Francesco di Paola opera di Giuseppe Guarnaccia.[10]
- Terza campata: Altare dedicato alla Madonna delle Grazie, dipinto Madonna delle Grazie e Santi con san Gaetano e san Filippo Neri opera di Giovanni Tuccari del 1741, eseguita su commissione di Pietro Galletti arcivescovo di Catania già vescovo di Patti.
- Quarta campata: ingresso navata sinistra con portale esterno opera di Giovan Battista Mazzolo del XVI secolo, per stile più affine alla mano del figlio Giandomenico, già autore delle decorazioni al portale d'accesso della Cappella del Crocifisso.[41]
- Quinta campata: Altare di sant'Antonio abate, dipinto Sant'Antonio Abate nel deserto opera di Guglielmo Borremans del 1730, committente Pietro Galletti. Addossato al pilastro il monumento sepolcrale del vescovo Carmelo Patanè † 1952, opera di Raffaele Leone.
- Sesta campata: Altare di Sant'Agata, dipinto Martirio di Sant'Agata opera di Filippo Paladini del 1605[10][42] commissionata per adornare il primitivo altare della cappella eponima patrocinato dal vescovo Giovanni Ruiz de Villoslada.[43] Addossato al pilastro è collocato il monumento sepolcrale di Corrado Maria Deodato Moncada † 1823, opera concepita da Antonio Calì.
- Settima campata: Altare di San Berillo, dipinto San Pietro consacra San Berillo primo vescovo della città, opera di Andrea Suppa.[44] Addossato al pilastro il monumento sepolcrale del cardinale Giuseppe Francica-Nava de Bondifè † 1928.

### Transetto
- Sul pilastro destro dell'arco trionfale fronte presbiterio è collocato il monumento sepolcrale del vescovo Michelangelo Bonadies.
- Transetto occidentale destro è collocato il monumento funebre del vescovo artefice dell'ultima ricostruzione del luogo di culto monsignore Pietro Galletti. È il più sontuoso monumento della chiesa, realizzato in marmo, riccamente decorato e intarsiato. Presenta una peculiarità che lo accomuna a diverse altre opere presenti in cattedrale: il legame con le radici normanne di tutto l'impianto basilicale. Il quadro del "DIVO GIORGIO" ricorda il santo protettore delle tante battaglie per riconquista normanna dell'isola, le figure dei mori che reggono il sarcofago del monumento commemorativo rappresentano la sottomissione degli arabi all'opera di ricristianizzazione operata dal casato degli Altavilla. La cruenza di molteplici eventi si traduce nel tempo in duraturi periodi di pacifica e costruttiva convivenza che hanno lasciato impronta d'eccellenza in tutti i campi dello scibile umano. Il messaggio intrinseco odierno non è tanto il senso di oppressione, di dominio, di giogo che il particolare contesto storico d'inizio millennio ha attribuito, quanto il ruolo di base, sostegno, fondamento, pilastro, apporto, contributo che il contesto arabo ha arrecato nel meridione d'Italia.
- Sul pilastro sinistro dell'arco trionfale fronte presbiterio è collocato il monumento sepolcrale del vescovo Francesco Antonio Carafa.

|                 |                          |                       |                             |                |                     |                           |
| Pietro Galletti | Francesco Antonio Carafa | Michelangelo Bonadies | Giovanni Ruiz de Villoslada | Emilio Ferrais | Bonaventura Secusio | Giuseppe Benedetto Dusmet |

#### Cappella della Vergine

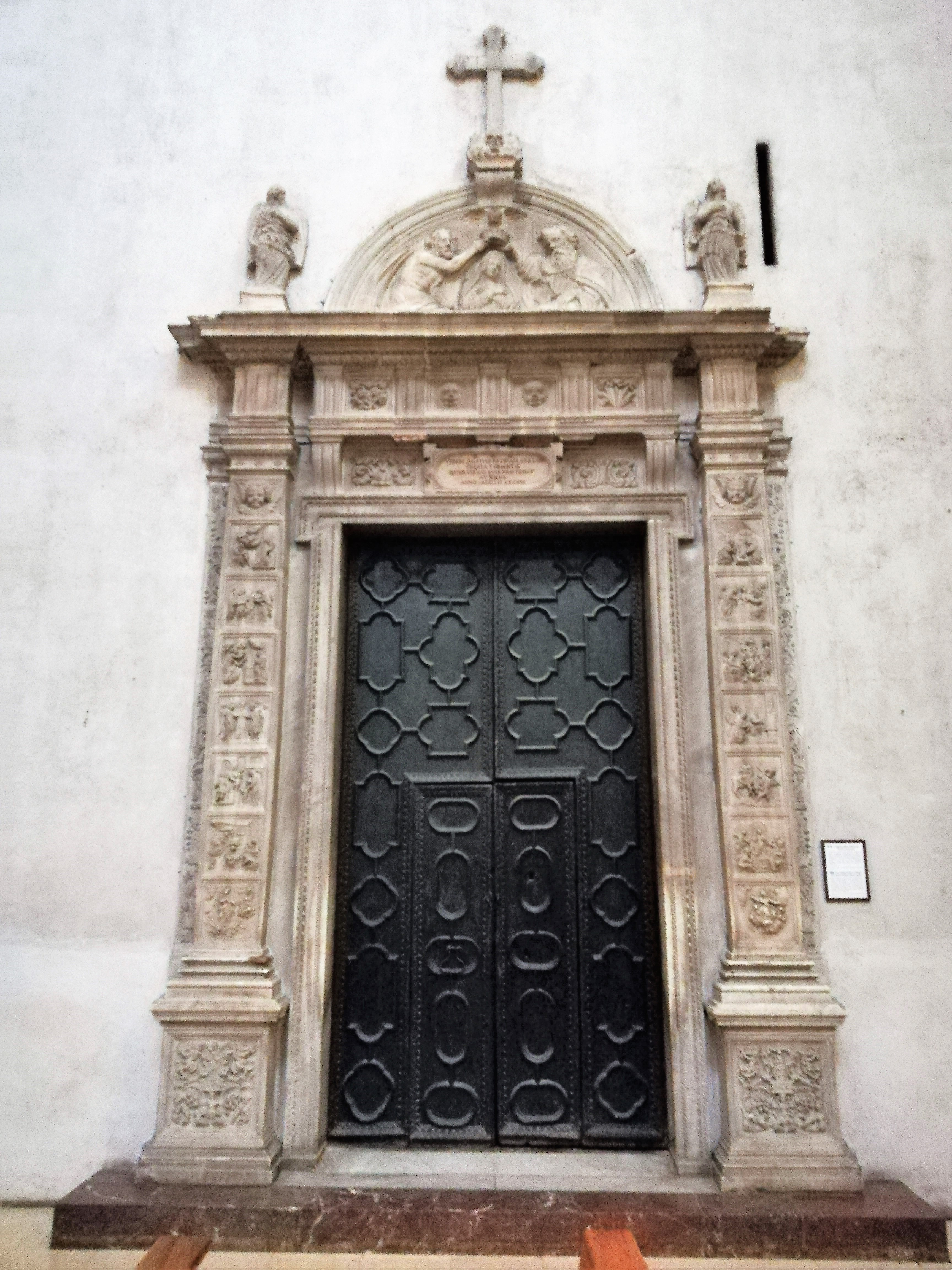
Portale.

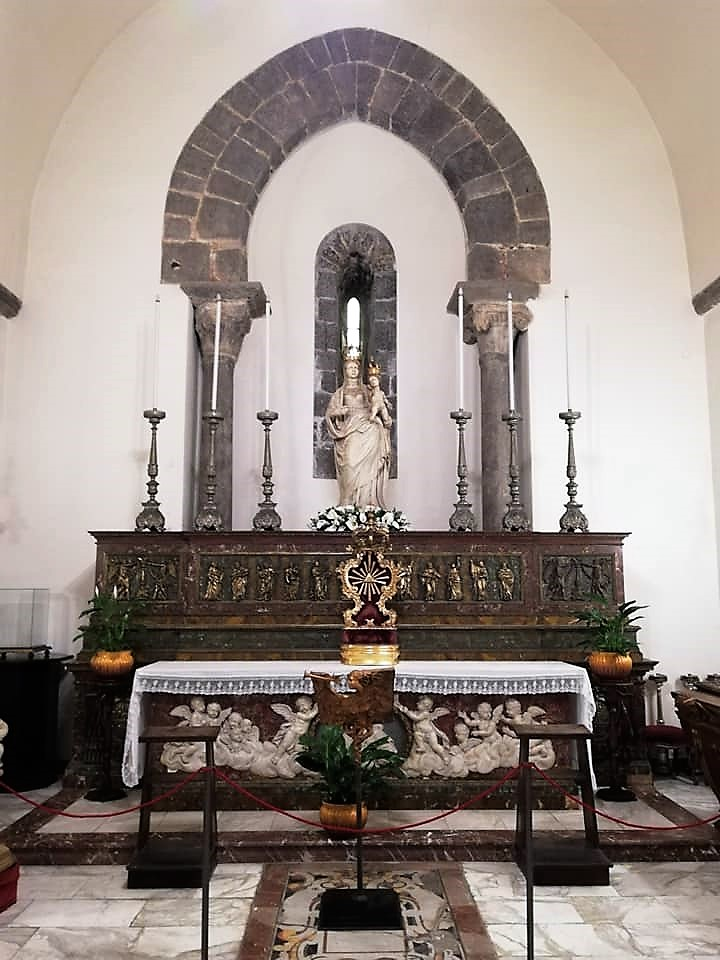
Altare.

L'ingresso alla Cappella della Vergine o della Madonna del Rosario è delimitato da un portale marmoreo realizzato nel 1545 dallo scultore Giovan Battista Mazzolo altrimenti denominata Porta della Candelora. Lo scultore carrarese esponente del rinascimento siciliano è presente col figlio Giandomenico Mazzolo o Mazzola con tre portali di cui uno esterno. Nel portale sono presenti scena di vita della Vergine, la lunetta sull'architrave raffigura l'Incoronazione della Vergine pertanto la Cappella della Madonna del Rosario è altrimenti citata come Cappella della Vergine dell'Incoronazione.
La sopraelevazione dell'altare illuminata da un'elegante monofora interna realizzata in pietra lavica, è costituita da un arco normanno sorretto da colonne con capitelli corinzi, custodisce la scultura marmorea della Vergine dell'Incoronazione. Il basamento dell'altare presente è stato trasferito nel 2000 dal presbiterio dell'abside maggiore. Nella parte superiore sono incastonate le figure degli Apostoli e scene sacre, nel prezioso paliotto marmoreo in altorilievo è raffigurata Sant'Agata contornata da putti aleggianti su nuvole. L'opera è commissionata da Corrado Maria Deodato Moncada nel 1805, realizzata su progetto dell'architetto Stefano Ittar e portata a compimento sotto l'episcopato del Cardinale Giuseppe Francica-Nava de Bondifè nel 1915.
Le dinastie del regno di Sicilia seguono una linea di continuità attraverso i Normanni, Svevi, Aragonesi rappresentati attraverso le casate degli Altavilla, Hohenstaufen, Aragona, eccetto la parentesi Angioina.
Il filo logico strettamente parentale che lega le varie famiglie nobiliari sono le figure del Gran Conte Ruggero, Federico II di Svevia e Federico III di Sicilia, rispettivamente il primo è bisnonno del secondo e questi, a sua volta, bisnonno del terzo.
Nel 1958 all'interno della cappella sono stati collocati i sarcofagi precedentemente incastonati sulle pareti del catino absidale al di sopra del coro ligneo, essi costituiscono rispettivamente i monumenti funerari di:
- Costanza d'Aragona († 1363), sorella di Martino I di Aragona e regina consorte di Federico IV di Sicilia. Dal viso della statua riprodotta sul coperchio circa 10 anni dopo la scomparsa della sovrana è stata tratta l'impronta per forgiare il volto del busto - reliquiario di Sant'Agata.
- Reali d'Aragona ovvero il ramo dei Sovrani siciliani del Casato degli Aragona.

Il sarcofago tipo "Sidamara" di età romana, custodisce i resti mortali di:
- Federico III di Sicilia o "Federico II d'Aragona" o "Federico di Trinacria" († 1337).[50]
  - Giovanni d'Aragona († 1348) figlio di Federico III di Sicilia.
    - Ludovico di Sicilia o "Ludovico di Trinacria" († 1355), detto pure Luigi I di Sicilia, figlio di Pietro II di Sicilia e nipote di Federico III di Sicilia.
      - Maria di Sicilia († 1401),[51] figlia di Costanza d'Aragona e Federico IV di Sicilia, nipote di Pietro II di Sicilia e pronipote di Federico III di Sicilia.
        - Pietro di Sicilia († 1400),[51] Federico poi detto Pietro, figlio unico di Maria di Sicilia e di Martino il Giovane o "Martino I di Sicilia", nipote di Costanza d'Aragona.
        - Martino d'Aragona († agosto 1407), figlio di Bianca di Navarra e di Martino il Giovane o "Martino I di Sicilia".

Blasco II Alagona il juniore, sepoltura.
|                     |                   |                  |                          |                                   |                         |                               |
| Giovanni Corrionero | Innocenzo Massimo | Domenico Orlando | Giovanni de Orosco Arzés | Giuseppe Francica-Nava de Bondifè | Guido Luigi Bentivoglio | Corrado Maria Deodato Moncada |

#### Cappella del Crocifisso
- 1563, Portale[10] di Giandomenico Mazzolo adornato con 14 bassorilievi raffiguranti scene della Passione, Morte e Risurrezione di Gesù.[53][54]

La Cappella del Santissimo Crocifisso ospita un grande Crocifisso inserito in una nicchia reliquiario, contornato dalle statue della Madonna Addolorata e di San Giovanni. Sono presenti una Via Crucis e altri busti sacri. Sepolcro del vescovo Bonaventura Secusio patrocinatore del convento della chiesa di Sant'Agata la Vetere. L'ambiente ospitava la primitiva Cappella di San Silvestro.

#### Sagrestia
Nel 1657 all'interno dell'ambiente si verificò un furioso incendio che distrusse gran parte dei reperti custoditi. Dell'archivio della chiesa, del capitolo e del vescovado si salvarono solo i documenti relativi ai privilegi e alle concessioni di Ruggero II, di Enrico VI, Federico II, Corrado IV e Manfredi. Nel 1375c. il vescovo Marziale commissionò il bacolo pastorale in oro, argento e pietre preziose, Pietro Galletti le preziose tappezzerie, paramenti e indumenti in seta.
La ricostruzione fu patrocinata dal vescovo Michelangelo Bonadies, le strutture resistettero al terremoto del Val di Noto del 1693. Oggi custodisce un importante affresco raffigurante l'Eruzione dell'Etna del 1669, opera del pittore Giacinto Platania. È presente un armadio da sagrestia del XVIII secolo.

### Abside destra - Cappella di Sant'Agata

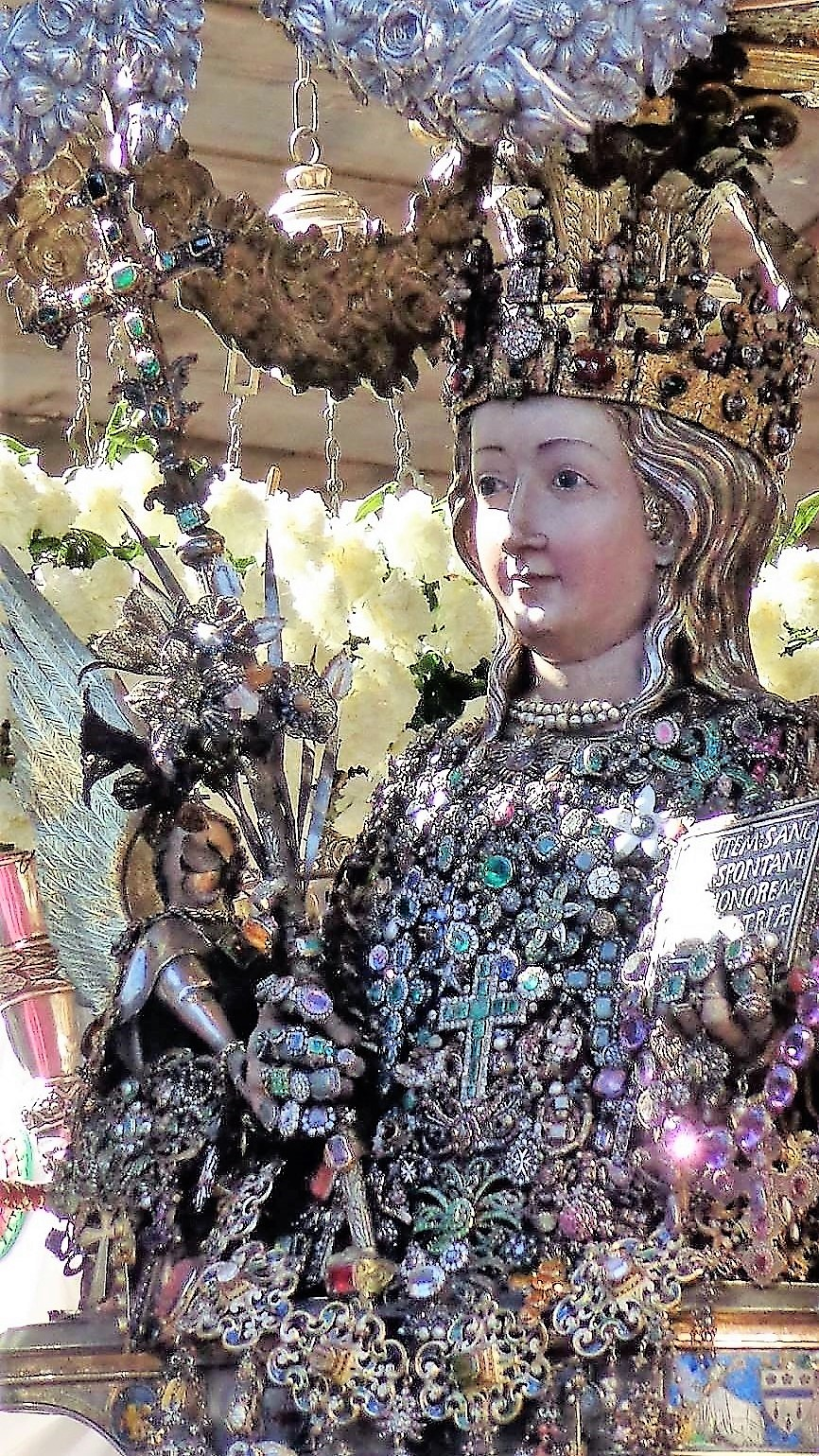
Sant'Agata.

In fondo alla navata destra si apre la cappella più cara a tutti i catanesi, autentico scrigno di tesori d'arte. Un'elaborata cancellata in ferro battuto, opera di Salvatore Sciuto Patti del 1926, protegge il maestoso ambiente dedicato a Sant'Agata. In senso orario tre diverse espressioni artistiche (architettura, arte religiosa, statuaria funeraria), opere dell'artista messinese Antonello Freri, realizzate nel biennio 1495 - 1496.
- Portale sacello: portale d'accesso alla «Cammaredda» realizzato nel 1495. Monumentale manufatto marmoreo concepito in epoca rinascimentale con influssi di stile catalano - aragonese con rilievi indorati. L'architettura presenta fusti di colonne con decorazione a foglie d'acanto, i rispettivi capitelli reggono mensole sulle quali poggia e si articola un elaborato architrave aggettante ornato da fregio con cherubini alati. Il vano sottostante, caratterizzato dalla volta a cassettoni, ospita il varco d'accesso al sacello protetto da una fitta cancellata sormontata da una raffigurazione della martire sorretta da putti e angeli. Nell'ordine superiore un'edicola fiancheggiata da vasi con fiori stilizzati, racchiude la nicchia contenente la statua della Santa a tutto tondo. Chiude la complessa composizione un lunettone raffigurante Dio Padre benedicente. Sulla parete sinistra appena dietro l'inferriata, coperta da una immagine del busto - reliquiario, è murata la lapide commemorativa l'eruzione dell'Etna del 1669. Completano l'arredo una serie di lampade votive, fra le quali, quella voluta dal viceré di Sicilia Francisco Fernández de La Cueva, duca di Alburquerque.
- 'A Cammaredda: locale realizzato chiudendo il passaggio interno per l'ingresso dei canonici nel coro. Il vano custodisce le reliquie.
  - Busto - reliquiario: opera dell'artista senese Giovanni di Bartolo eseguito a Limoges negli anni a cavallo il 1373 e il 1376.
  - Scrigno: grande cassa d'argento sbalzato e cesellato, capolavoro dell'oreficeria tardogotica europea di argentieri catanesi fra i quali si annovera Vincenzo Archifel e il figlio Antonio, Paolo Guarna, realizzato nel XV - XVI secolo, all'interno sono riposte le teche contenenti le diverse parti del corpo della Santa. Lo scrigno custodisce anche il famoso velo indossato da Agata.
- Retablo: Altare di Sant'Agata. L'elevazione marmorea su più ordini, presenta sotto la mensa un bassorilievo raffigurante Sant'Agata realizzato all'interno di una corona fitomorfe sorretta da angeli, ai lati le scene di martirio subiti: l'Asportazione della mammella e il Supplizio dei carboni ardenti. Alle estremità, retti da puttini, sono presenti lo stemma papale con triregno e le insegne cardinalizie con galero e fioccature di nappe. Il tabernacolo è chiuso da sportello argenteo raffigurante l'Agnus Dei delimitato da pannelli con angeli adoranti, fanno corona scene che descrivono il rientro delle sacre spoglie da Costantinopoli. Sulla fascia superiore in sei differenti scomparti, altrettanti angeli presentano i simboli della Passione di Cristo. Il trittico centrale dell'elevazione, ripartito in nicchie, presenta nello scomparto mediano la mandorla riproducente Gesù incorona Sant'Agata presentata dalla Vergine Maria fra putti festanti, ai lati gli apostoli San Pietro e San Paolo. Sulle mensole delle colonnine gli evangelisti Luca, Giovanni, Marco, Matteo, statuette con simbolo allegorico a tutto tondo collocate con sfondo, il cornicione sommitale, ove si alternano agli stemmi della città di Catania e della regnante Casa d'Aragona.[39] Completano la decorazione delle pareti due affreschi seicenteschi che rappresentano Santa Lucia in preghiera sulla tomba della martire catanese e la Vergine Digna incoraggiata al martirio da Sant'Agata corredati da estesi cartigli esplicativi. Nella calotta absidale sovrasta la monofora, la replica dell'Incoronazione di Sant'Agata, opera di Giovanni Battista Corradini del 1628.
- Sepolcro De Acuña: monumento funebre. Sepoltura di Fernando de Acuña y de Herrera, conte di Buendía † 2 dicembre 1494. L'opera fu voluta da Donna Maria d'Avila, per ricordare il marito grande devoto della martire Agata, scomparso prematuramente. Due alti plinti fanno da base alle colonne sostenute da due leoncini recanti gli stemmi gentilizi dei De Acuña e degli Avila. I fusti presentano una decorazione a foglie d'acanto, le lesene parietali motivi a candelabra, il vano della parete è occupato da un drappo a baldacchino sorretto da putti con le insegne di Casa d'Aragona e il cristogramma su raggiera. Sull'architrave dell'elevazione sono rappresentati a bassorilievo il Cristo e gli Apostoli, la volta dell'ambiente presenta la decorazione a cassettoni, chiude come coronamento una ghirlanda sorretta da angeli sulla quale è scolpito un monogramma, sormonta lo scudo sommitale una statuetta allegoria della Giustizia. La scultura mostra il viceré vestito di armatura, in ginocchio orante dinanzi ad un leggio drappeggiato di stoffe, su cui sta aperto il libro delle preghiere, adiacente a lui è un paggio col grande scudo che gli ricopre quasi tutta la persona. Un'iscrizione recita: "HOC OPUS ET SEPVLCRVM ILLVDHIVSTRIS DONNI - FERDINANDI DEACVNA PRO REGIS SICILIE MANDAVIT - FIERI EIVS CHARISSIMA VXOR DONA MARIA DE AVILA - ANNO DOM. M. CCCCLXXXXV", e la dicitura autografa "OPVS ANTONI DEFRERI MESSENESIS".

Ai lati dell'altare i monumenti settecenteschi del cardinale Camillo Astalli-Pamphilj e del vescovo Andrea Riggio.

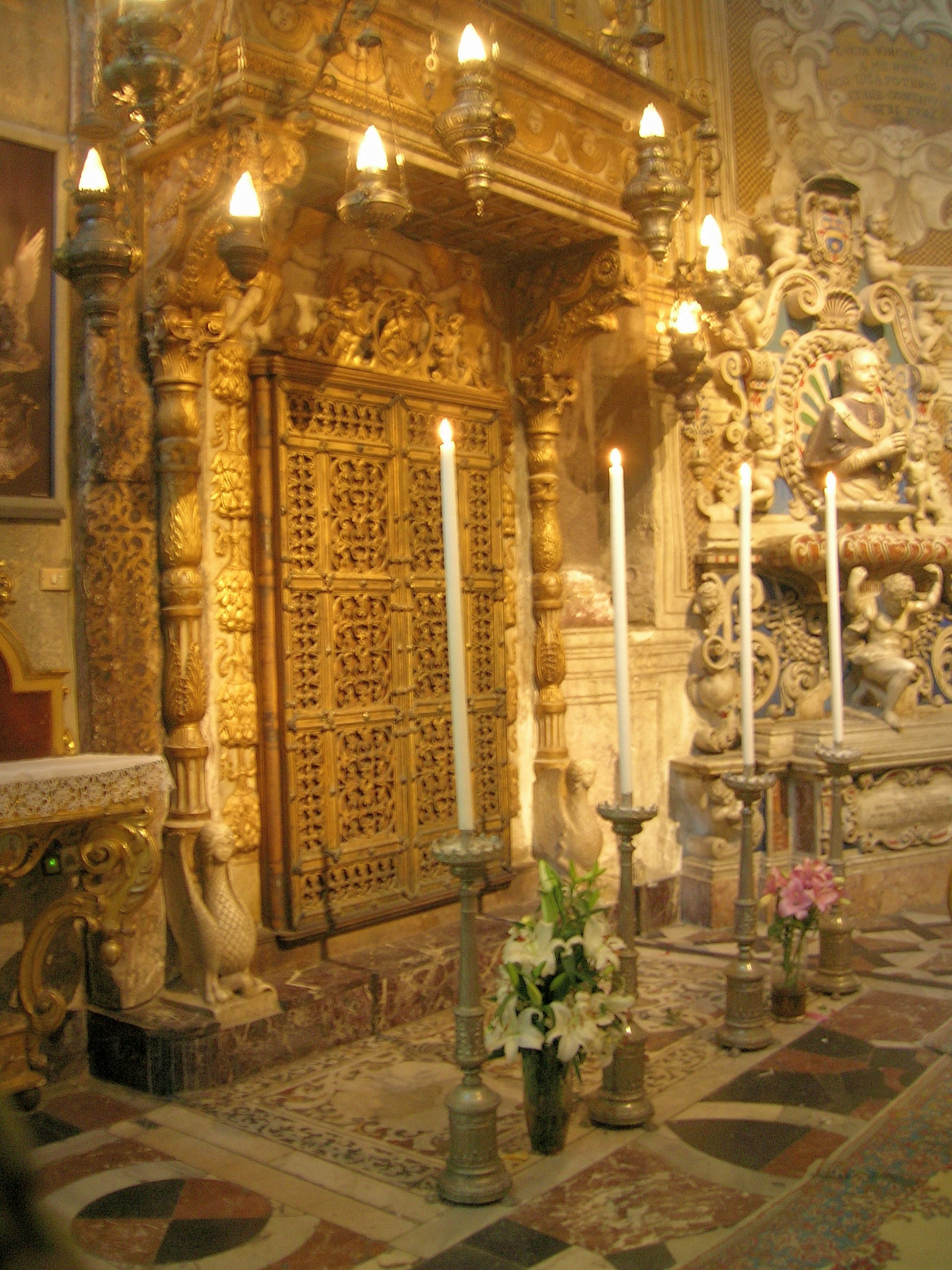
Portale sacello
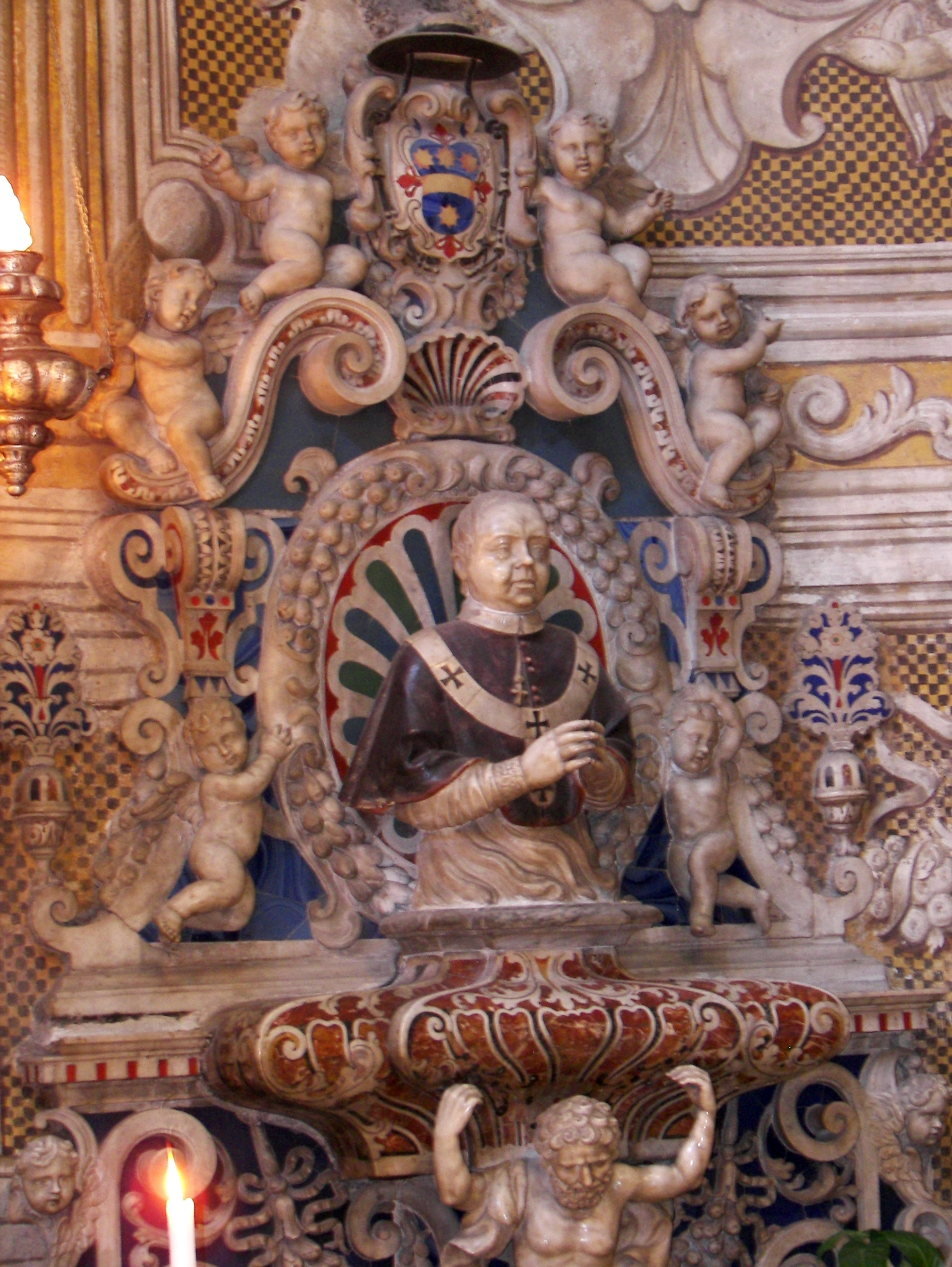
Monumento funebre di Andrea Riggio
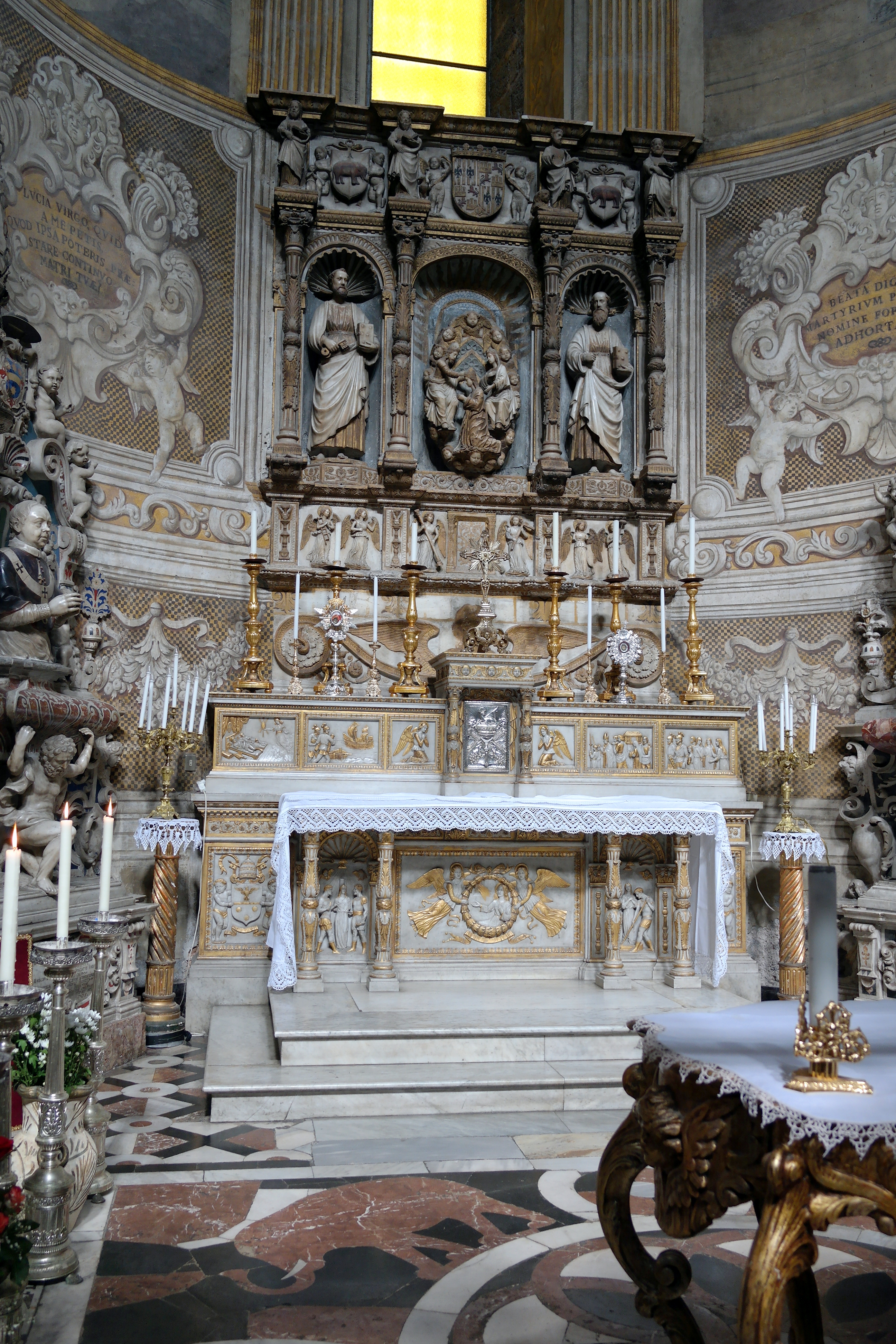
Retablo
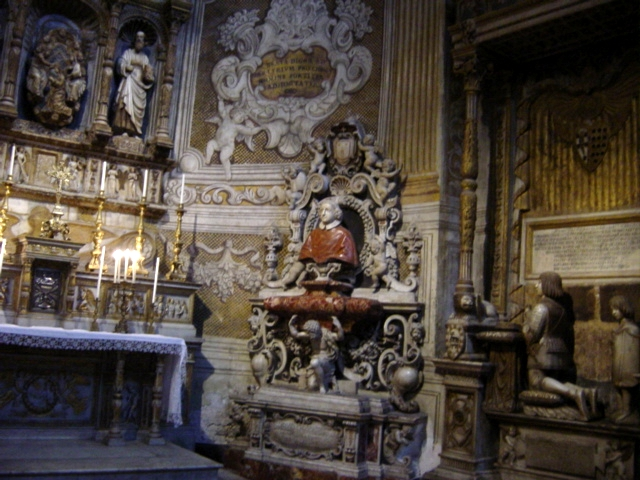
Monumento funebre di Camillo Astalli-Pamphilj
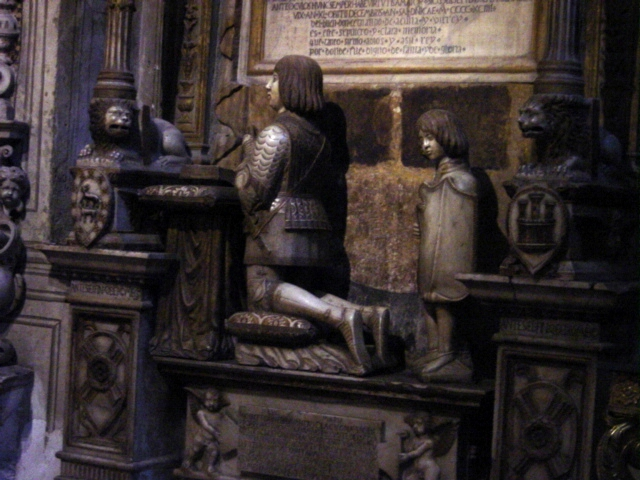
Monumento funebre del viceré De Acuña

### Abside - Altare maggiore

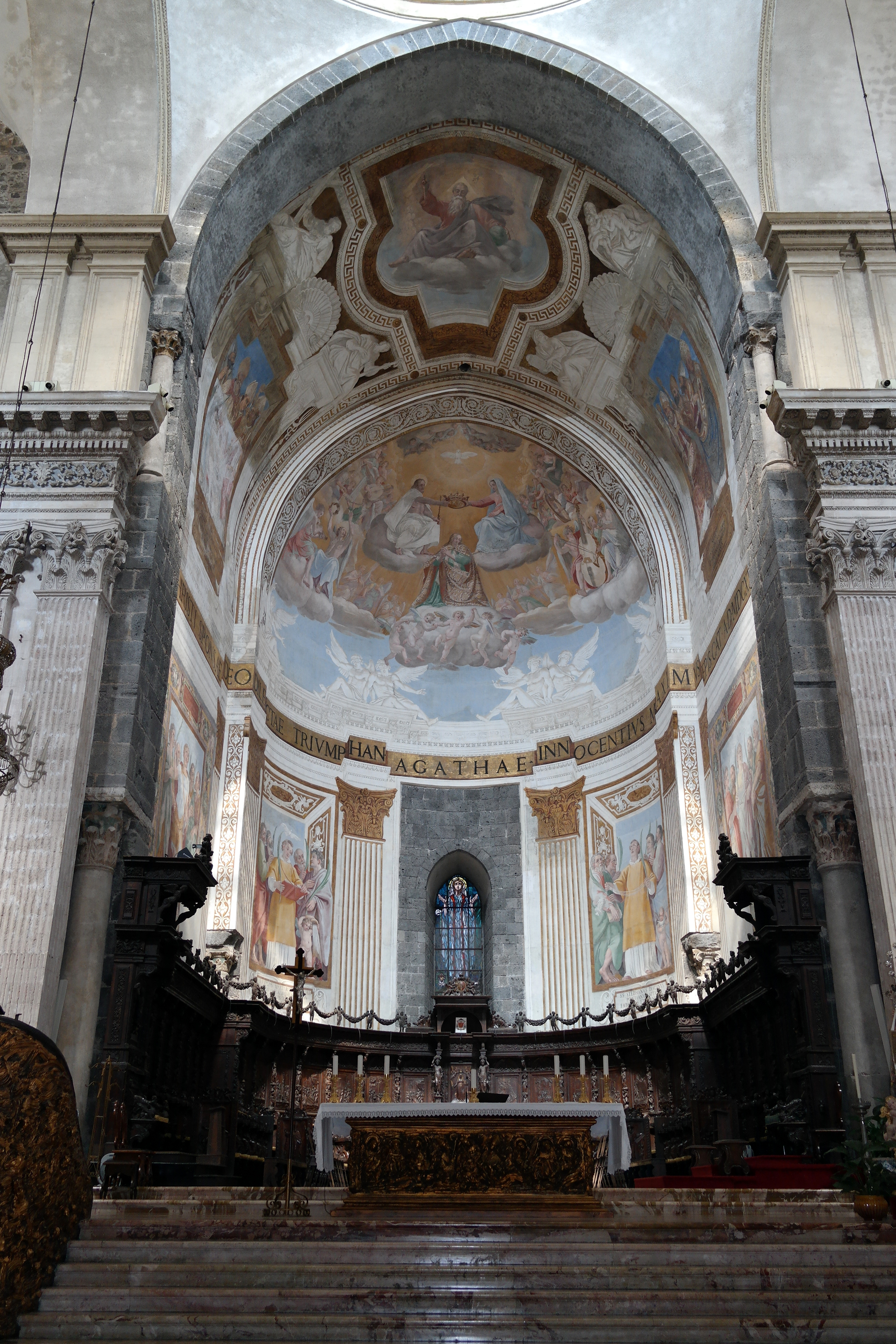
L'abside e il presbiterio.

Oltre la crociera, la navata centrale termina con una profonda abside normanna, coperta con volta a botte ogivale e terminante con una parete semicircolare. Mentre esternamente essa presenta ancora l'antico paramento murario in pietra lavica dell'Etna, all'interno è decorata da un ciclo di affreschi opera del pittore romano Giovanni Battista Corradini commissionati da Innocenzo Massimo e risalenti al 1628; l'opera è incentrata sui santi patroni della città di Catania, nei quadroni del catino absidale San Berillo, Sant'Euplio, Santo Stefano protomartire (raffigurato con Ponziano, Fabiano e Cornelio) e Sant'Agata, la cui "Incoronazione" è raffigurata al centro della calotta absidale. Testimonianze dell'epoca normanna sono le due colonne che sorreggono l'arco absidale e la monofora ogivale, chiusa da una vetrata moderna e posta in posizione centrale.

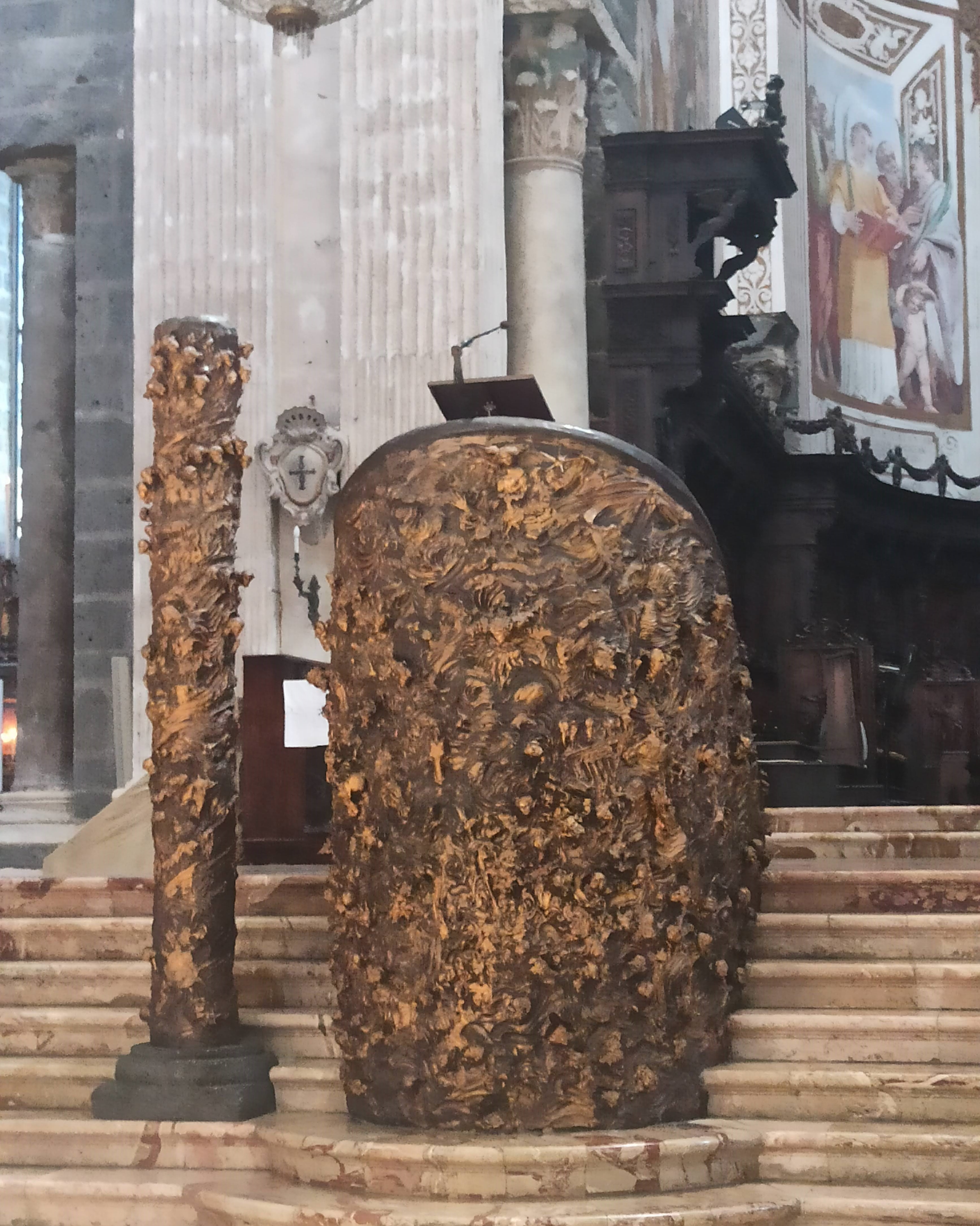
L'ambone

All'interno dell'abside trova luogo la cripta normanna sotterranea e il presbiterio, preceduto da una rampa di scale che lo delimita sulla parte anteriore; esso ospita, in posizione avanzata, i moderni altare maggiore e ambone, realizzati nel 2000; l'antico altare neoclassico in marmi policromi si trova nella Cappella della Madonna del Rosario con accesso nel transetto di destra. Lungo le pareti dell'abside, invece, si trova il pregevole coro ligneo barocco, realizzato dallo scultore napoletano Scipione di Guido alla fine del XVI secolo, comprendente anche la cattedra all'estremità destra, il cui ordine superiore è costituito da 34 stalli. Negli stalli in bassorilievo sono riprodotte scene raffiguranti la vita, il martirio di Sant'Agata e i momenti della traslazione delle reliquie da Costantinopoli a Catania. Opera commissionata dal vescovo Giovanni Corrionero e perfezionata da Giandomenico Rebiba.
L'attuale altare in bronzo "versus populum" commissionato dal vescovo Luigi Bommarito allo scultore Dino Cunsolo insieme all'ambone e al porta cero pasquale, sostituisce il primitivo altare collocato attualmente nella "Cappella della Vergine" del transetto destro.

### Abside sinistra - Cappella del Santissimo Sacramento
Cappella privata della nobile famiglia Gravina – Cruyllas, le lapidi alle pareti e sul pavimento ai piedi dell'altare indicano la sepoltura di alcuni suoi componenti. Già primitiva Cappella di San Benedetto con interventi operati da Bonaventura Secusio.

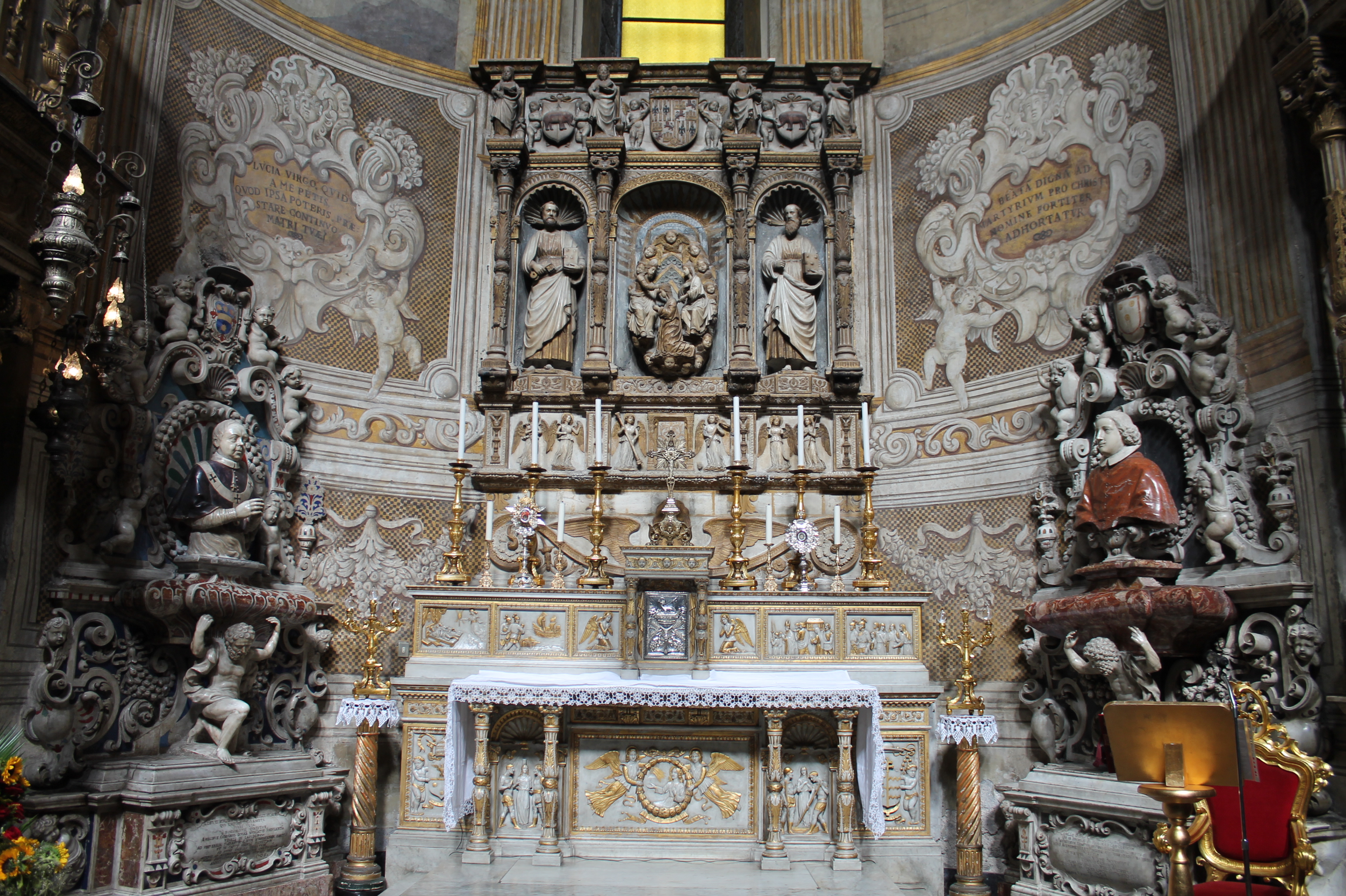

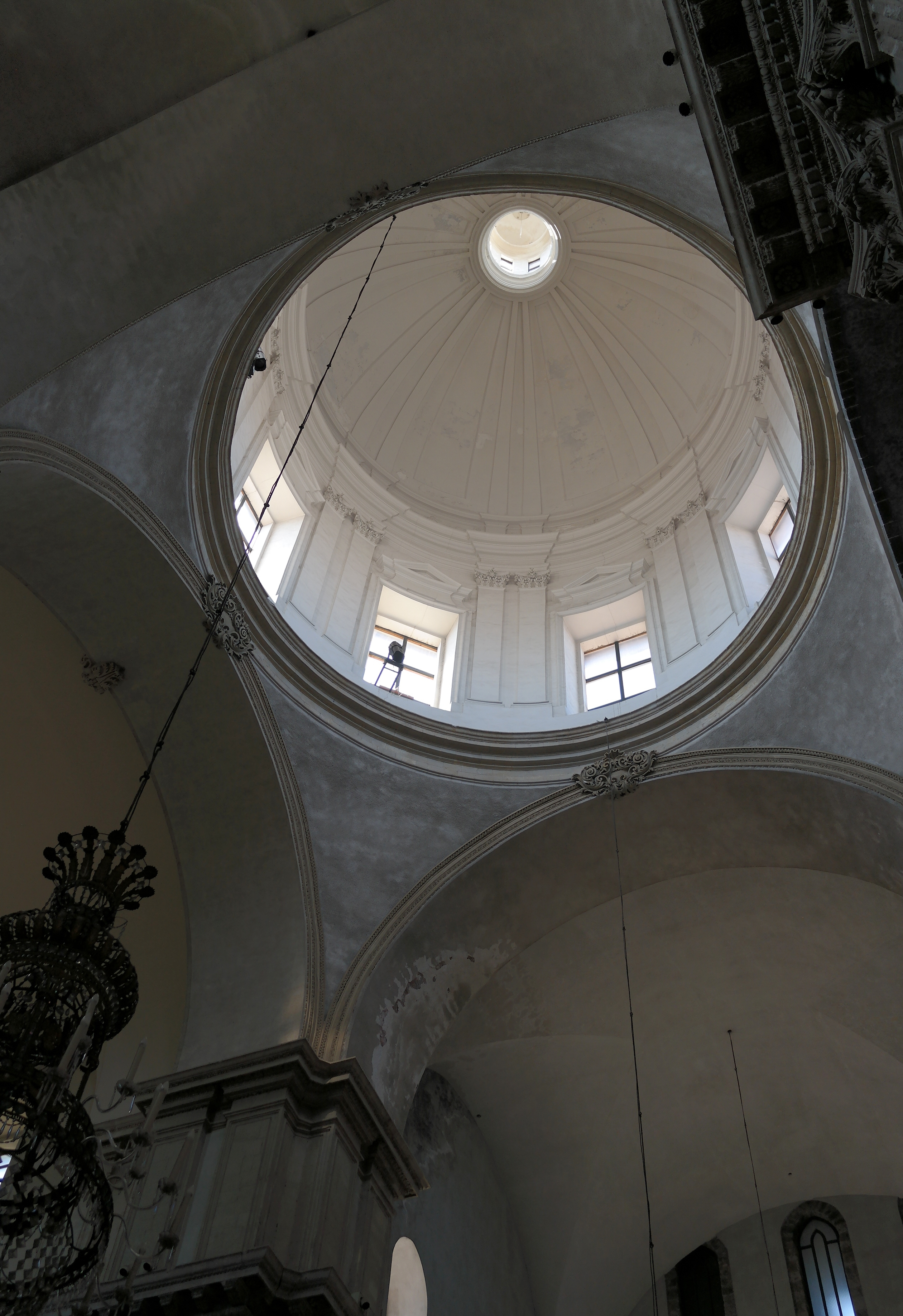
Interno della cupola
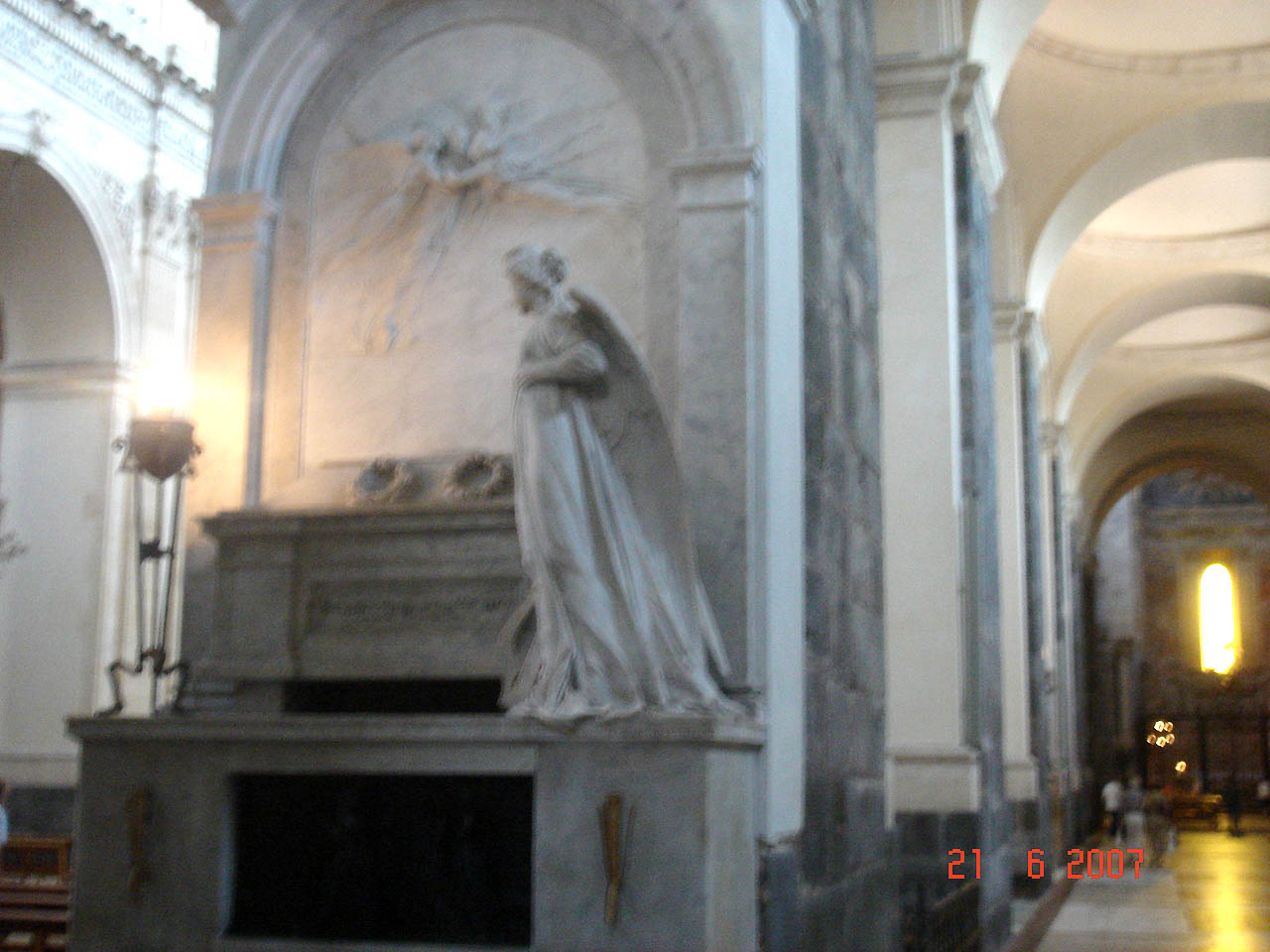
Il monumento funebre di Vincenzo Bellini
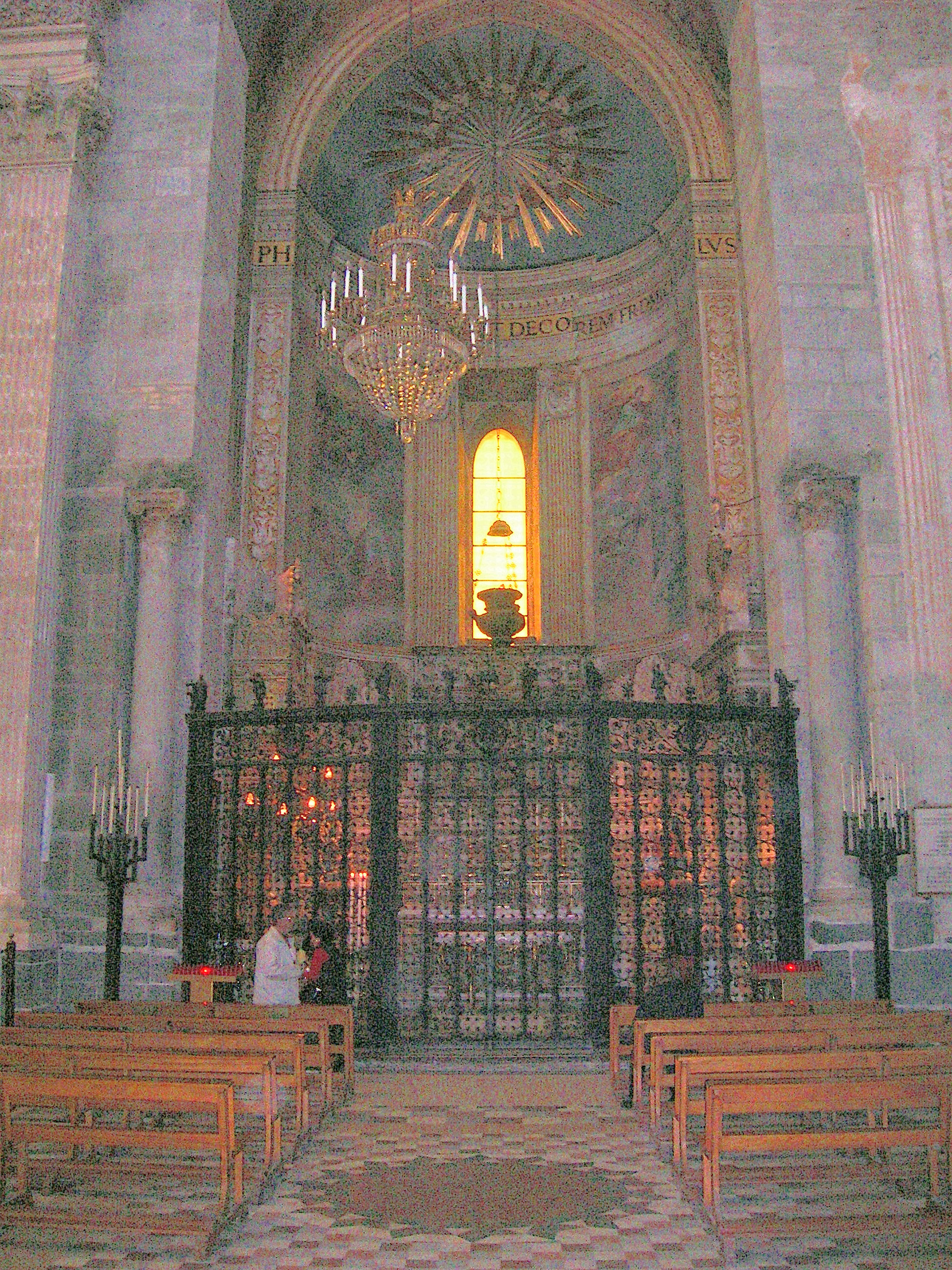
Esterno della cappella di Sant'Agata
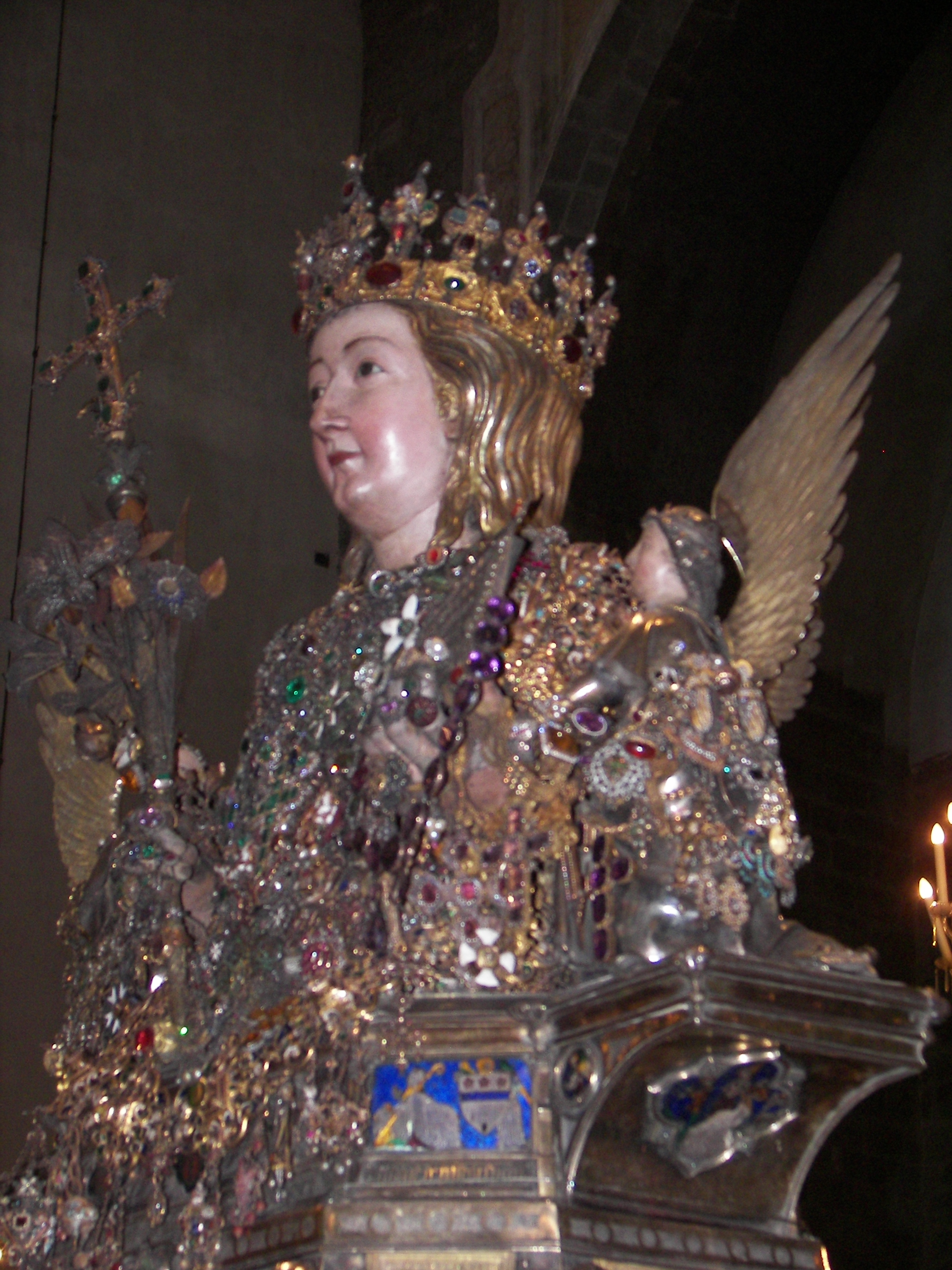
Il busto reliquiario di Sant'Agata

## Organo a canne

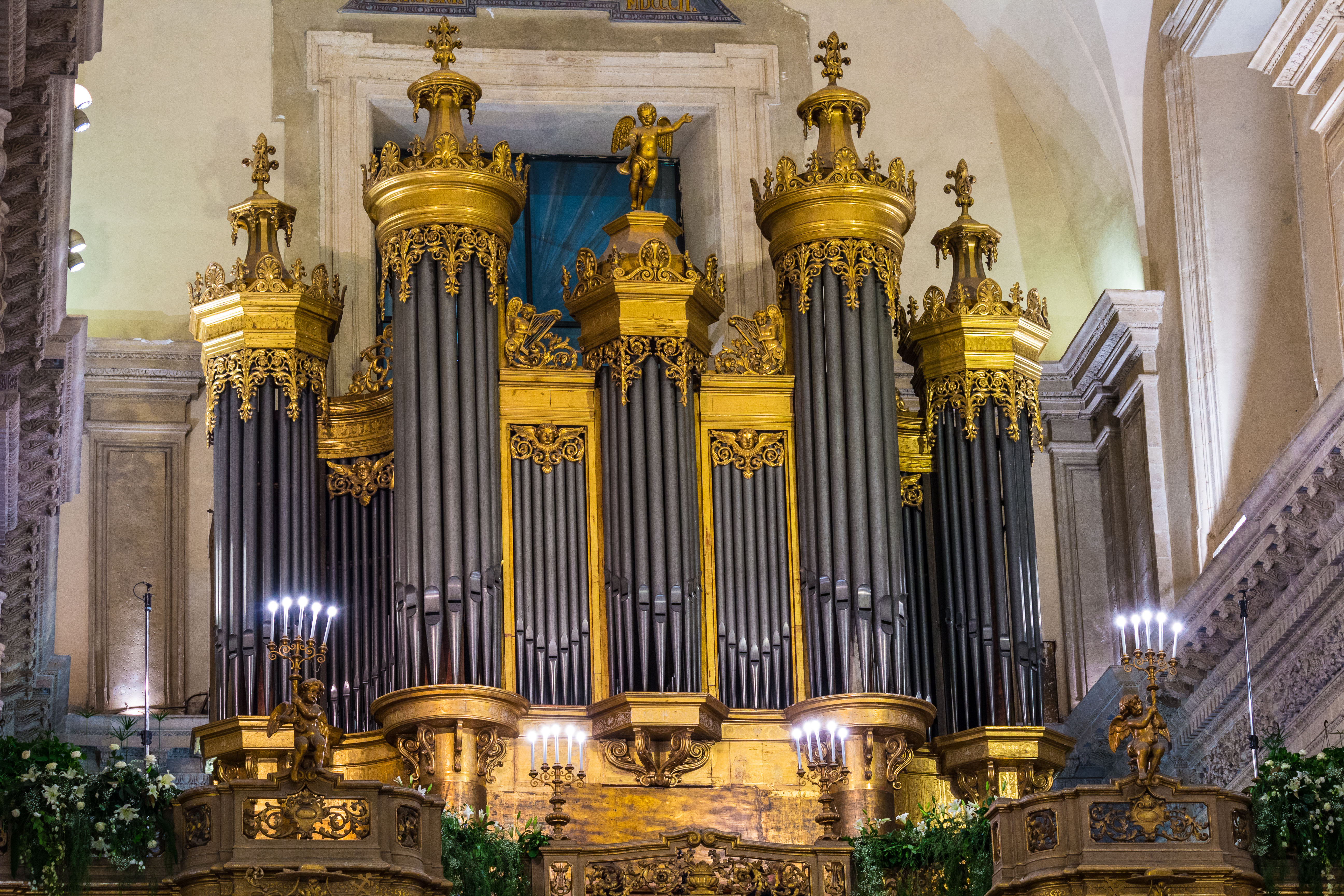
L'organo dopo il restauro il giorno dell'inaugurazione, 20 novembre 2014

La controfacciata della navata centrale è caratterizzata dalla presenza della cantoria in stile neoclassica realizzata nel 1926 su progetto di Carmelo Sciuto Patti; essa ospita l’organo monumentale.
Quest'ultimo venne commissionato dal cardinale Giuseppe Benedetto Dusmet all'organaro francese Nicolas Théodore Jaquot nel 1877; una volta terminato, lo strumento venne posizionato nell'abside centrale, alle spalle dell'altare maggiore. Nel 1926, in seguito alla riorganizzazione dell'area absidale, venne costruita la cantoria in controfacciata e su di essa venne trasferito l'organo a spese del cardinale Francica Nava; in tale occasione, lo strumento venne ampliato dalla ditta organaria Laudani e Giudici e dallo scultore Giambattista Sangiorgio. Muto per decenni, nel 2012 è iniziato un importante intervento di restauro ad opera della ditta organaria Mascioni, terminato nel 2014.
Lo strumento è a trasmissione meccanica con sistema elettronico di assistenza per le combinazioni; la sua consolle dispone di tre tastiere di 58 note ciascuna e pedaliera di 30 note.

## Monastero

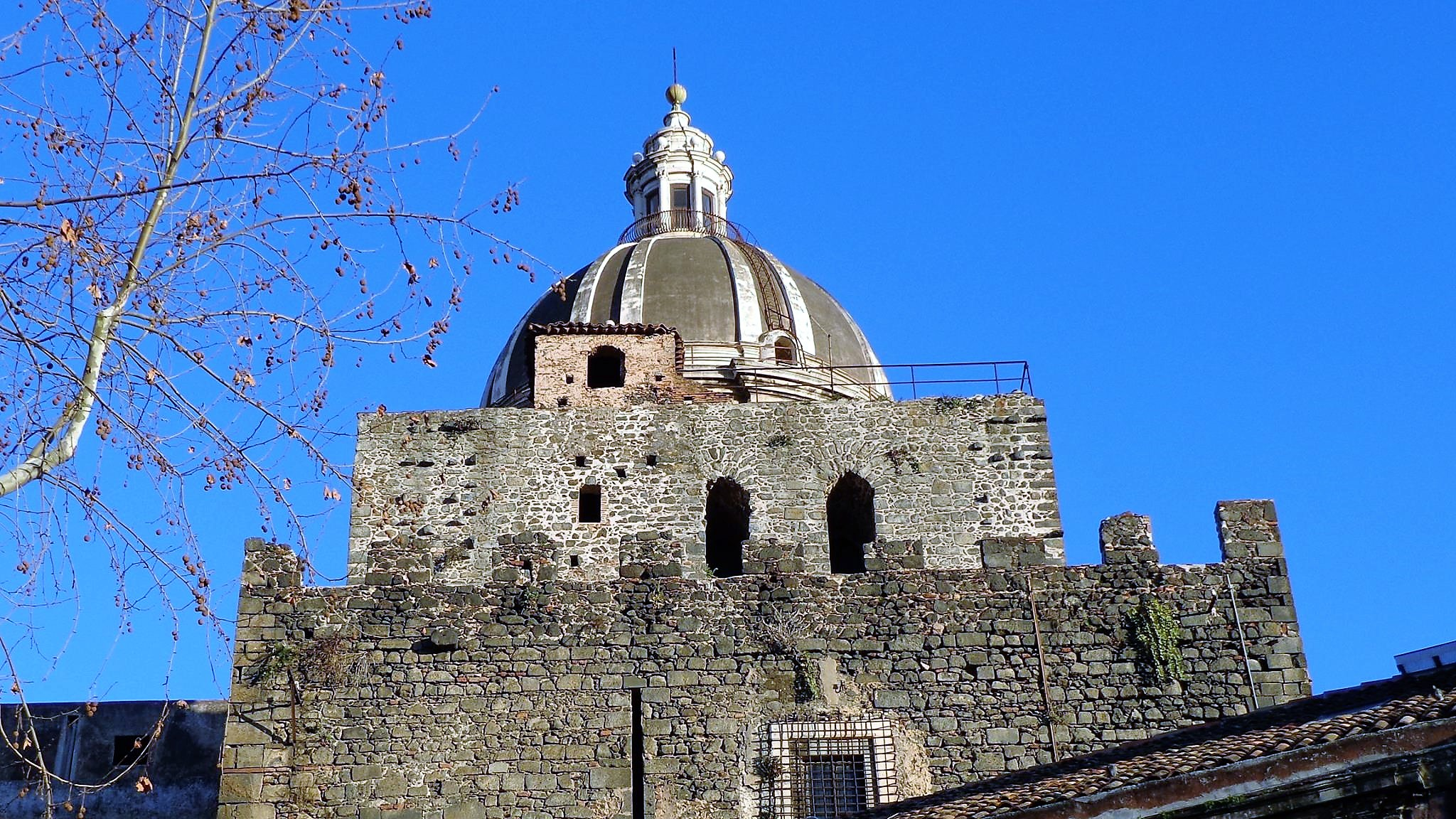
Resti monastero benedettino.

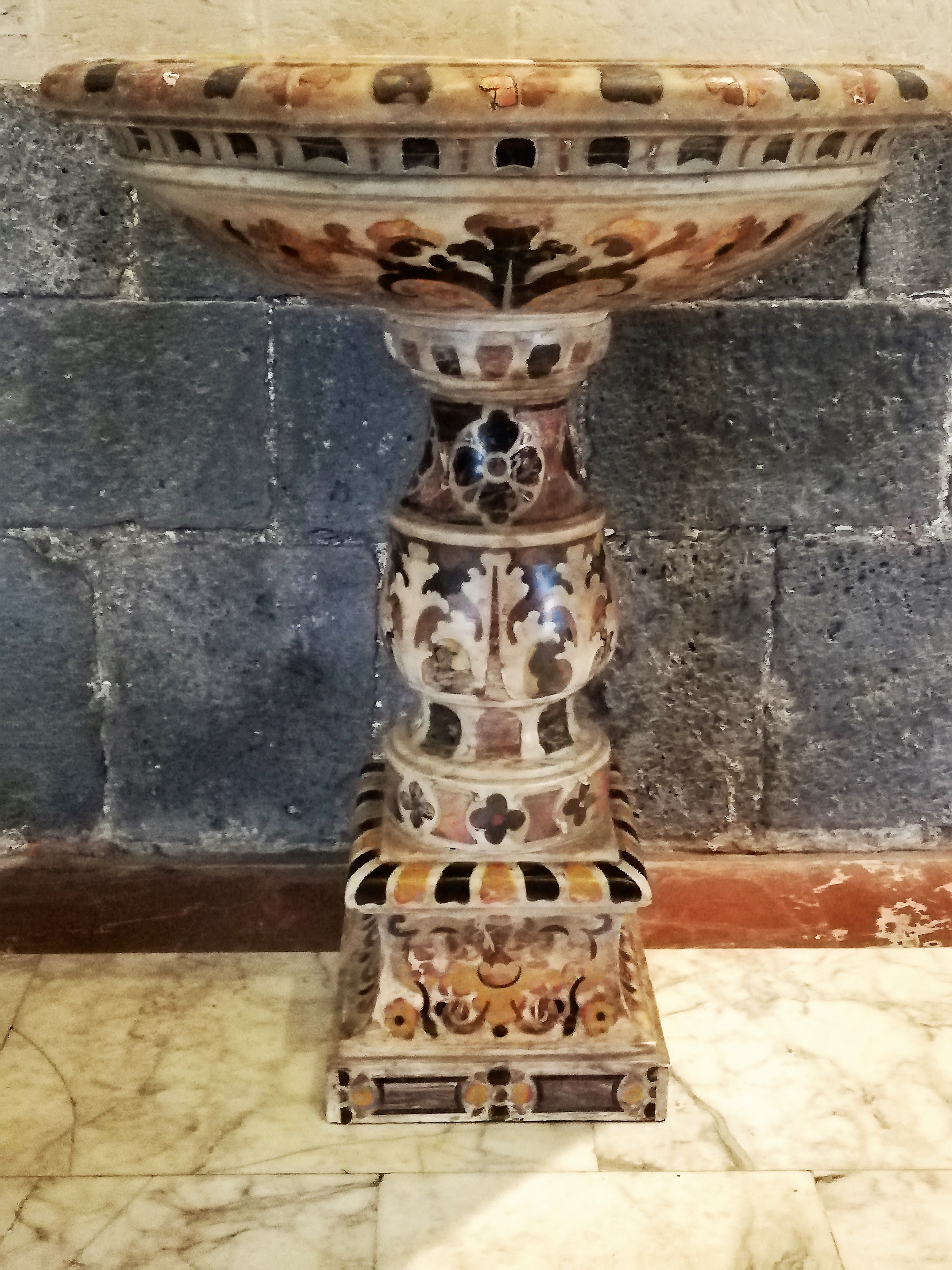
Acquasantiera.

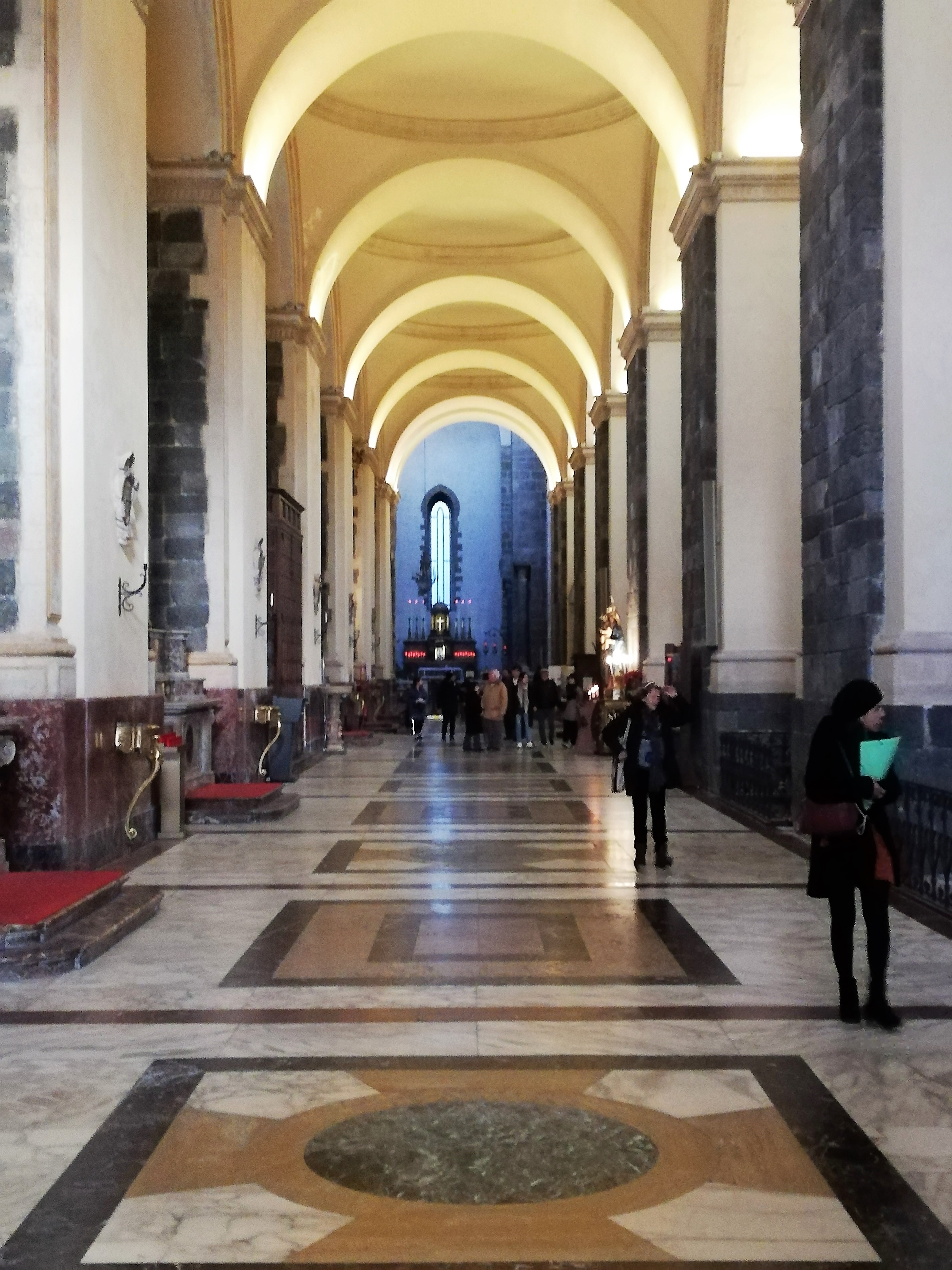
Navata sinistra.

Il monastero dell'Ordine benedettino fu edificato tra il muro meridionale del tempio e la cinta fortificata in seguito all'insediamento dell'abate Angerio primo vescovo. Nel 1338 Simone del Pozzo finanziò le spese per l'espansione e l'attrezzaggio del porto appena fuori Porta della Marina, in seguito rinominata Porta Uzeda. Nel 1375c. il vescovo Marziale riparò il peristilio e il monastero.
Nel XVI secolo il monastero cessa dignità, ai monaci subentrano i canonici, il capitolo e i cappellani del clero secolare.
Nel 1614 il seminario dei Chierici patrocinato dall'arcivescovo Bonaventura Secusio è documentato posto dinanzi alla Loggia Senatoria. In seguito al terremoto del 1693 furono riedificati il battistero, il seminario dei Chierici posto dinanzi alla Loggia Senatoria perfezionato nella forma attuale, e il palazzo vescovile.

## Palazzo vescovile
L'edificio con ingresso su via Vittorio Emanuele II dietro le absidi della cattedrale, presenta un lungo prospetto sulla marina e quello breve su via Porticello.
Fondato insieme alla cattedrale nell'XI secolo, fu ingrandito nel XVI secolo con la realizzazione dei bastioni a difesa della Marina. Con la ricostruzione post terremoto - su disegno dell'acese Salvatore Amico - si distingue in Vescovado - sede del recente Museo dell'Arcivescovado - la Casa del Fercolo, la Porta Uzeda (1672) che raccorda le due ali del Seminario dei Chierici sede del Museo diocesano di Catania.

## Seminario dei Chierici
L'istituzione risale al 1572, il trasferimento nel primitivo palazzo in questa sede al 1614. Denominato Palazzo del Seminario dei Chierici, ricostruito nel XVIII secolo, al presente è sede del Museo diocesano di Catania.

## Loggia Senatoria
Palazzo Senatorio o Loggia Senatoria o Loggia Medievale. Al presente è denominato Palazzo degli Elefanti.
Il primitivo edificio del sacro recinto è da identificare col termine di cattedrale, quando quest'ultimo è utilizzato per indicare la sede delle assise o sessioni itineranti del Parlamento.

## Cimitero dei monaci
Il cimitero dei monaci è documentato ad oriente posto dietro le absidi del tempio. Il vescovo Moncada perfezionò la galleria in marmo del cimitero.

## Cultura

### Leggende
Quando nel 1232 la città di Catania aderì ad una rivolta anti-sveva, che aveva unito diverse città siciliane, Federico II di Svevia, re di Sicilia, venne appositamente con un poderoso esercito per punire la città rivoltosa. Secondo la tradizione, re Federico, infuriato, ordinò di distruggere la città e di uccidere tutti i suoi abitanti, ma revocò l'ordine e si pentì del suo intento quando, assistendo ad una messa in cattedrale, lesse la frase miracolosamente apparsa sul suo breviario "Noli offendere Patriam Agathae quia ultrix iniuriarum est".

### Letteratura
- Il poeta Mario Rapisardi ha dedicato la poesia Vespro d'autunno alla campana della cattedrale di Catania:[71]

## Feste religiose
- 3, 4, 5 febbraio,[11] Festa di sant'Agata.
- 17 agosto, Festeggiamenti per l'anniversario del rientro delle spoglie da Costantinopoli.